# ゲッピンゲン
ゲッピンゲン (ドイツ語: Göppingen, [ˈgœpɪŋən] ( 音声ファイル)) は、ドイツ連邦共和国バーデン＝ヴュルテンベルク州シュトゥットガルト行政管区のゲッピンゲン郡に属す市である。本市はシュトゥットガルトの東約 40 km に位置する。大規模郡都市であり、ゲッピンゲン郡最大の都市であるゲッピンゲンは、レギオン・シュトゥットガルト（シュトゥットガルト地方、1992年まではネッカー川中流地域）の一部として、周辺市町村の中級中心をなしている。本市はシュラート、ヴェッシェンボイレン、ヴァンゲンとともに行政共同体を形成している。

## 地理

### 位置
ゲッピンゲンはシュヴェービシェ・アルプの麓、フィルス川中流域の谷に位置する。一部はホーエンシュタウフェンからフィルスタール（フィルス川の谷）への斜面にもかかっている。

### 隣接する市町村
東から時計回りに以下の市町村がゲッピンゲンと境を接している。オッテンバッハ、アイスリンゲン/フィルス、ジューセン、シュラート、エッシェンバッハ、ハイニンゲン、デュルナウ、バート・ボル、ツェル・ウンター・アイヒェルベルク、ハッテンホーフェン、ウーヒンゲン、ヴァンゲン、レヒベルクハウゼン、ビレンバッハ、ヴェッシェンボイレン（以上、ゲッピンゲン郡）、シュヴェービッシュ・グミュント（オストアルプ郡）。

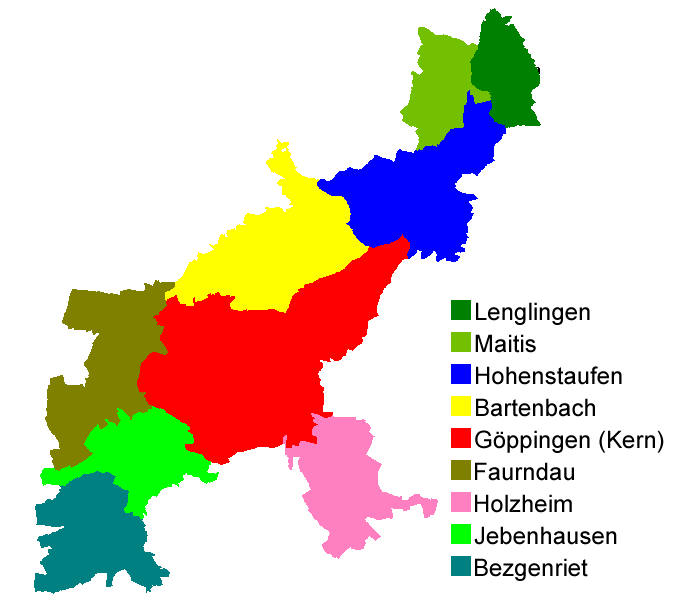
ゲッピンゲンのシュタットベツィルク地図。この地図ではレングリンゲンがマイティスと別に色分けされている。

### 市の構成
市域は中核市区と7つのシュタットベツィルク（直訳: 都市管区）、すなわち、バルテンバッハ、ベツゲンリート、ファウルンダウ、ホーエンシュタウフェン、ホルツハイム、イェーベンハウゼン、マイティスからなる。これらはいずれも、かつて独立した町村であった。各都市管区は、管区の人口に応じた人数で構成される管区委員会を有している。管区委員会の委員は、市議会選挙のたびに当該管区在住者の中から市議会によって新たに選出される。
いくつかの都市管区は、固有の名前を持つ（一部は地域的に分離された）居住区を有している。バルテンバッハのレルヒェンベルクとクレッテンヘーフェ、ベツゲンリートのショプフレンベルク、ホーエンシュタウフェンのブリュールホーフ、ゴットハルツホーフ、ヒルシュホーフ、ホーライン、ファイヒンガー・ホーフおよびツィーゲルヒュッテ、ホルツハイムのマンツェン、ザンクト・ゴットハルトおよびウルゼンヴァング、マイティスのレングリンゲンがこれにあたる。中核市区にも固有の名称で区別される居住区があるが、緊密に建て込んでいるためにその教会は確定的でない。ボーデンフェルト、ロイシュ、ビュルガーヘルツレ、ハイリング、ノルトシュタット、シーファーグルーベ、ガルゲンベルク、ベルクフェルトがこれにあたる。

### 土地利用
| 用途                 | 面積 (ha) | 占有率 (%) |
| -------------------- | --------- | ---------- |
| 住宅地               | 633       | 10.7       |
| 商工業地             | 324       | 5.5        |
| レクリエーション用地 | 186       | 3.1        |
| その他市街地         | 206       | 3.5        |
| 交通用地             | 551       | 9.3        |
| 農業用地             | 2653      | 44.8       |
| 森林                 | 1282      | 21.7       |
| 水域                 | 43        | 0.7        |
| その他               | 43        | 0.7        |
| 合計                 | 5921      | 100        |

2022年現在の州統計局のデータに基づく。

### 地域計画
ゲッピンゲンは、シュトゥットガルト市を上級中心とするレギオン・シュトゥットガルト内の中級中心都市となっている。その管轄地域はゲッピンゲンの他に、ゲッピンゲン北部と西部の以下の市町村が含まれる（アルファベット順）。アーデルベルク、アイヒェルベルク、アルバースハウゼン、ビレンバッハ、ベルトリンゲン、バート・ボル、ドンツドルフ、デュルナウ、エーバースバッハ・アン・デア・フィルス、アイスリンゲン/フィルス、エッシェンバッハ、ガンメルスハウゼン、ギンゲン・アン・デア・フィルス、ハッテンホーフェン、ハイニンゲン、ラウターシュタイン、オッテンバッハ、レヒベルクハウゼン、ザラハ、シュラート、シュリアーバッハ、ジューセン、ウーヒンゲン、ヴァンゲン、ヴェッシェンボイレン、ツェル・ウンター・アイヒェルベルク。

## 歴史

### 18世紀まで
ゲッピンゲン周辺のフィルスタールには遅くとも中石器時代から狩猟者や採取者が訪れていた。新石器時代以降は、定住を示唆する出土品がいくつか発見されている。その後の先史時代についても出土品が証明している。フィルス川からの出土品は青銅器時代や骨壺墓地文化時代に作られたものである。鉄器時代初期のハルシュタット時代（紀元前800年から480年頃）以降、街の北東部に集落跡が形成されている。市の北部にあたる居住区オーバーホルツには約30基の墳墓が存在する。より新しいラ・テーヌ時代には再びフィルス川の水中から出土品が見つかっている。おそらく2世紀中頃にオーバーホーフェン教会の場所にローマ人の荘園が設けられ、その後フィルスタールは、リメスで護られ、アイスリンゲン近郊にカストラが建設された。その1世紀後にアレマン人が侵入し、その後フィルスタールに定住した。しかしアレマン時代初期については、若者の墓から服の留めピンといくつかの破片が見つかっているだけである。メロヴィング時代にまで遡る多くの墓地が発見されており、特にオーバーホーフェンやニーダーホーフェン（クリストフスバート）の集落中心と関係している。地名の語尾 -ingen はアレマン人の集落がその原型であり、名前もそれに由来することを示している。ゲッピンゲンの建設者で名前の由来となったのは、おそらくアレマン人の Geppo という名前の領主であった。
ゲッピンゲンに関する最も古い記述は16世紀に起草された年代記に見られる。1110年にコンラート・フォン・ヴュルテンベルクがゲッピンゲンを去り、ブラウボイレン修道院に移ったという内容である。
ゲッピンゲンが記された現存する最も古い史料は、フリードリヒ1世バルバロッサによって1154年に作成されたものである。ゲッピンゲンは、おそらく12世紀後半に Stadt（都市）になった。これにより、当時アーデルベルクの代官でホーエンシュタウフェン城に拠っていた後のシュタウフェンエック家（またはシュタウフェネック家）が特別な重要性を帯びていった。オーバーホーフェン教会が3つのアプシスを持つバシリカに改築されたロマネスク様式の建築期も、おそらくこの時代に遡る。シュタウファー家の衰退後、1273年または1274年にウルリヒ2世治世下のヴュルテンベルクがこれを獲得し、この街はその所領となった。この街はその後すぐにアムト（地方行政組織およびその役所）の所在地となった。
1396年からゲッピンゲンに貨幣鋳造所が設けられた。1404年に炭酸泉（シュヴァルブルネン）に関する最初の記録が遺されている。その硫黄を含んだ水の治癒力は高く評価された。1425年に壊滅的な都市火災が起こり、焼け残ったのは1軒だけであった。1436年にウルリヒ5世伯がオーバーホーフェン教会建設の命令を発した。1557年、クリストフ公は炭酸泉を拡充し、自らの名を採ってクリストフスバートと名付けた。1617年にはハインリヒ・シックハルトがフィルス川に最初の橋を架けた。その1年後に市教会の建設が始まった。

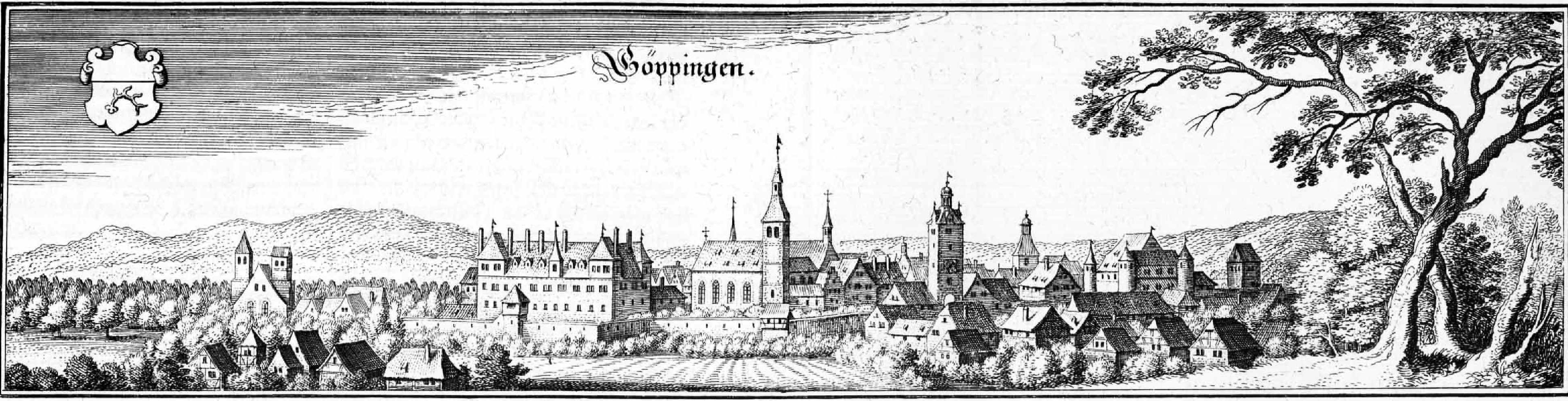
1643/1656年のマテウス・メーリアンの銅版画に描かれたゲッピンゲン

三十年戦争の間、この街はペストと略奪に酷く苦しめられた。1634年から1635年だけで死者は約1600人を数えた。この暗黒時代の終焉は、1650年以来ほとんど絶えることなく毎年「マイエンターク」（メーデー）として祝われている。
1782年8月25日、ゲッピンゲンは再びほぼ完全に焼失した。この街は、カール・オイゲン公の命令に基づき、ヨハン・アダム・グロース（子）の古典主義的な計画に従って、格子状の地割りで復興された。その仕上げとして、市庁舎が1785年に完成した。

### 19世紀
18世紀の終わりにアムト・ゲッピンゲンはオーバーアムトに昇格し、1806年から1918年までヴュルテンベルク王国の一部となった。
1847年にヴュルテンベルク邦有鉄道の路線網に接続したことでゲッピンゲンの工業化が始まった。1848年に最初の労働者組織が発足し、1911年と1926年にそれぞれシュヴェービシュ・グミュント行きおよびボル行きの支線が開通した。

### 20世紀
ゲッピンゲンには、遅くとも19世紀以降ユダヤ人家族が住んでいた。彼らはコミュニティを形成し、フライホーフ通りにシナゴーグを設けた。この宗教施設は、1938年の「水晶の夜」に突撃隊によって破壊された。ホーエンシュタウフェン通りの市立墓地内にあるユダヤ人墓地にはホロコーストの犠牲となったユダヤ人犠牲者の記念碑が建立されている。
1938年の最初の郡域再編後ゲッピンゲンは、主にアムト・ガイスリンゲンとアムト・ゲッピンゲンから形成されたゲッピンゲン郡の郡庁所在地となった。第二次世界大戦終戦間際の1945年3月1日に行われた空爆により300人近くが死亡し、212棟の建物が破壊された。
1901年に人口2万人を超えたゲッピンゲンは、1948年に Unmittelbaren Kreisstadt（直訳: 直轄郡都市）となり、1956年4月1日にバーデン＝ヴュルテンベルク州の自治体法が発効するとその規定に従って大規模郡都市に格づけられた。
1963年5月27日にアメリカ軍のヘリコプターが、クリストケーニヒ教会の十字架を塔の上に運ぼうとして墜落した。この事故により2人が死亡した。

### ユダヤ人コミュニティ
ゲッピンゲンと近隣のJebenhausen村は、1777年から第二次世界大戦までは、盛んなユダヤ人コミュニティのホームタウンであった。1777年、バロン・フォン・リーベンスタインは、Elias Gutmannやその他のユダヤ人にJebenhausen村への居住を認める”Letter of Protection”を発行した。このコミュニティは成長し、1800年代中頃に最盛期を迎え、人口の中心はJebenhausenからゲッピンゲンに移り、19世紀終わりには、ユダヤ人はアメリカに移住し始めた。1881年に設立されたゲッピンゲンのシナゴーグは、1938年11月9-10日の水晶の夜で破壊された。コミュニティの詳細な記録は、1907年から1937年までこのコミュニティに仕え、またゲッピンゲン市内の信徒のための図書館の設立を推進したラビのAron Tanzerによって収集された。総合的なユダヤ人コミュニティ史である”Die Geschichte der Juden in Jebenhausen und Göppingen”は、TanzerによりJebenhausenの定住150周年の1927年に初めて作られ、Karl-Heinz Ruessによる情報の更新を加えて、ゲッピンゲン市により1988年に再版された。1992年に設立されたJebenhausenのユダヤ人博物館は、Jebenhausenとゲッピンゲンのユダヤ人コミュニティの歴史史料を保存している。

### 市町村合併
以下の町村がゲッピンゲンに合併した。
- 1939年4月1日: ホルツハイム（1938年に合併していたザンクト・ゴットハルトを含む）、イェーベンハウゼン[12]
- 1956年7月1日: バルテンバッハ（小集落レルヒェンベルクを含む）
- 1957年10月1日: ベツゲンリート
- 1971年9月1日: ホーエンシュタウフェン[13]
- 1972年4月1日: マイティス（1926年までホーエンシュタウフェンの一部であったがその後独立した町村としてオーバーアムト・ゲッピンゲンに属した。1938年から合併まではシュヴェービシュ・グミュント郡に属していた。）[13]
- 1973年1月1日: レングリンゲン（1972年2月29日まではシュヴェービシュ・グミュント郡グロースダインバッハの一部であった。グロースダインバッハとともにシュヴェービシュ・グミュント市に合併したが、1973年にゲッピンゲンに移管された。）[14]
- 1975年1月1日: ファウルンダウ[15]

## 住民

### 宗教
ゲッピンゲンの住民は元々コンスタンツ司教区に属していた。この街は古くからヴュルテンベルクに属しており、1535年にウルリヒ公により宗教改革がなされた。これ以後何世紀もの間、ゲッピンゲンは有力なプロテスタント都市であった。この街は監督管区の本部所在地であった。監督管区本部教会は当初、城のヨハネス礼拝堂（聖マリアおよび洗礼者ヨハネ礼拝堂）であった。この礼拝堂はオーバーホーフェン教会の支部教会であった。ウルリヒ5世フォン・ヴュルテンベルクによって1436年に建設され市壁の外にあったオーバーホーフェン教会は、聖堂参事会施設に改築されていたが、宗教改革後も聖堂参事会がそこに残り続けたためカトリックのままであった。1618/19年に市内のヨハネス礼拝堂があった場所に現在の市教会が建設され、ゲッピンゲン監督区の本部教会となった。オーバーホーフェン教会は、18世紀から19世紀の変わり目頃まで主に埋葬教会として民衆に利用され、その後1854年まで住民主導で改修され、1902年からゲマインデキルヒェ（教会組織が礼拝に用いる教会）に戻された。この2つの教会（市教会組織、オーバーホーフェン教会組織）の他に20世紀、主には第二次世界大戦後にプロテスタント住民が流入した結果、さらに教会が組織された。ロイシュ教会（教会堂は1930年）、マルティン＝ルター教会（教会堂は1956年）、ヴァルデック教会（教会堂は1979年）がそれである。オーバーホーフェン教会と市教会は2005年に統合され、福音主義市教会オーバーホーフェンとなった。中核市区のこれら4つの教会は福音主義教会ゲッピンゲンを形成し、2019年からは福音主義連合教会ゲッピンゲンとなった。周辺市区であるバルテンバッハ、ベツゲンリート、ファウルンダウ、ホーエンシュタウフェン、ホルツハイム、イェーベンハウゼン、マイティス、ザンクト・ゴットハルトも古くからヴュルテンベルクに属しており、宗教改革が実施された。これらの現在は市区となっている旧自治体にも福音主義教会あるいは支教会（マイティスとザンクト・ゴットハルト）があり、教会堂を有している。さらにマンツェンとウルゼンヴァングのために教会組織（ヨハネス教会）が創設された。ゲッピンゲンの市域の福音主義教会はいずれもヴュルテンベルク福音主義州教会のゲッピンゲン教会管区に属す。また、ゲッピンゲンには Altpietistischer Gemeinschaftsverband もある。
ゲッピンゲンでは19世紀以降再びカトリック信者が定住するようになった。彼らのために、1869年に聖マリア教会が建設された。1909年にヨーゼフ教会が建設され、この教会は1977年に教区教会に昇格した（この年に新しいヨーゼフ教会が建設された）。1964年にクリストケーニヒ教会（1971年から教区、この教区にはバルテンバッハも含まれる）、1971年にパウルス教会（1973年から教区）が続いた。いくつかの市区にも、第二次世界大戦後のカトリック信者流入によりカトリック教会が成立した。ファウルンダウの聖家族教会は1961年に建設された（1963年から教区）。ベツゲンリートでは1954年にヘルツ＝イェズ教会（1968年から教区）、イェーベンハウゼンでは1959年にフリューエの聖ニコラス教会（1963年からクラウス兄弟団教区）、ウルゼンヴァングでは1969年に聖霊教会（1970年から教区）が建設された。ホーエンシュタウフェンでは古いバルバロッサ教会で礼拝が行われている。ただしその信者らは聖マリア教会に属している。いずれの教会もロッテンブルク＝シュトゥットガルト司教区のゲッピンゲン＝ガイスリンゲン首席司祭区に属している。これらの教会は3つの司牧共同体に分けられる。聖マリア教会とクリストケーニヒ教会ゲッピンゲンで1つ、聖ヨーゼフ教会ゲッピンゲン、聖パウル教会ゲッピンゲン、聖霊教会ウルゼンヴァングで1つ、クラウス兄弟団教会イェーベンハウゼン、ヘルツ＝イェズ教会ベツゲンリート、聖家族教会ファウルンダウで1つである。ゲッピンゲンの8つの教会組織には合わせて約16,000人のカトリック信者が所属している。これは全住民の約 1/3 にあたる。
この他にギリシャ正教会、セルビア正教会、アルメニア使徒教会、2つのシリア正教会がある。
二大教会の他にゲッピンゲンには自由教会組織が存在する。例えば福音主義メソジスト教会、福音主義＝自由教会組織（バプテスト）、Volksmission entschiedener Christen などである。また、新使徒教会、キリスト者共同体（ミヒャエル教会）、エホバの証人、末日聖徒イエス・キリスト教会がゲッピンゲンで活動している。
ゲッピンゲンの市域内には、モスクやムスリムのための礼拝室がある。

### 人口推移

ゲッピンゲンの人口推移

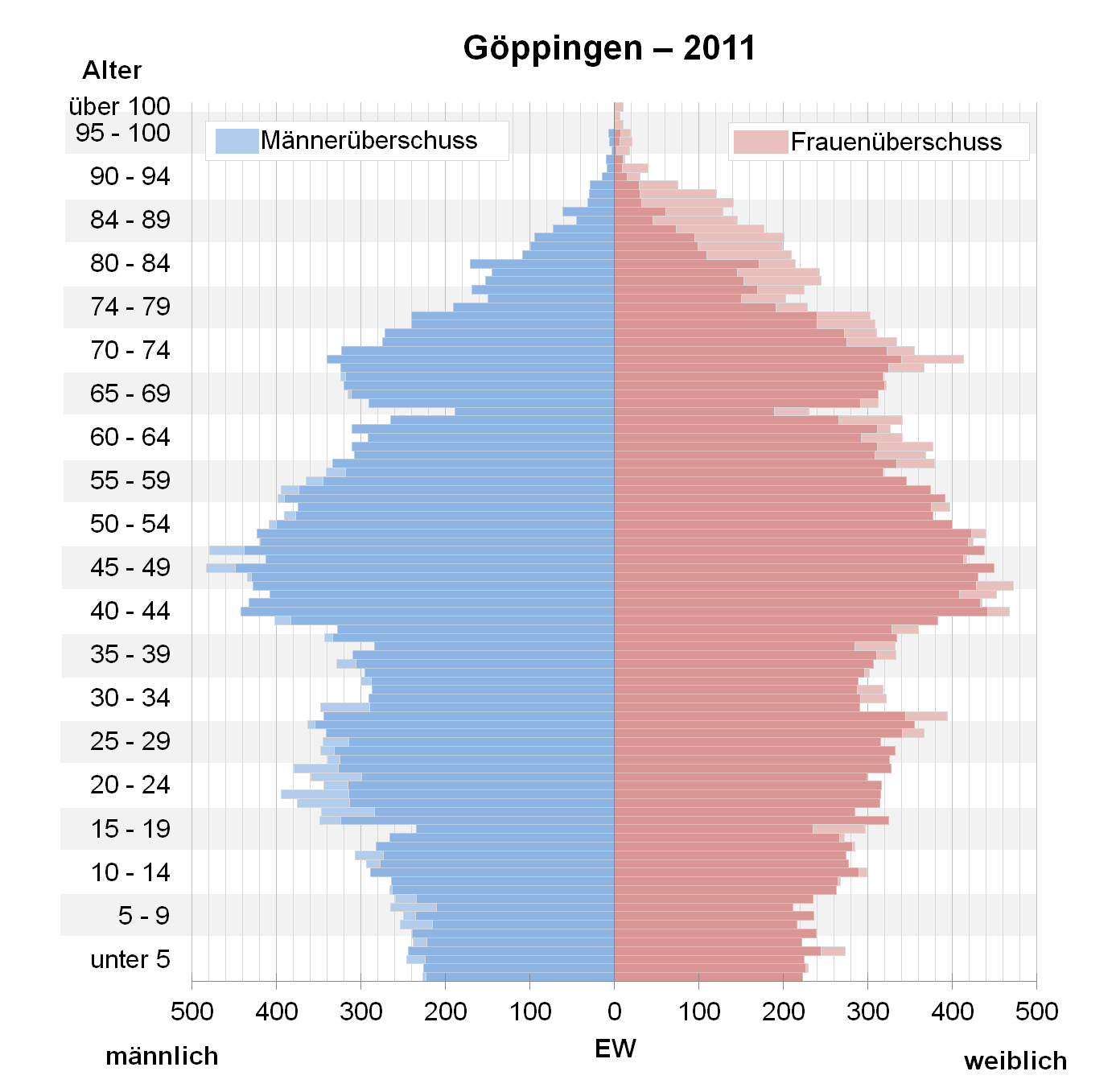
Zensus2011に基づく人口ピラミッド

人口は各時点の地域状況に応じて、推定値、国勢調査結果(1)、あるいは統計官庁の好適な研究値に基づいている。数値は、この街を主たる所在地とする人口である。
| 時期             | 人口（人） |
| ---------------- | ---------- |
| 1600年           | 約 2,000   |
| 1700年           | 2,500      |
| 1760年           | 2,912      |
| 1803年           | 4,087      |
| 1843年           | 5,530      |
| 1861年           | 6,762      |
| 1871年12月01日   | 8,649      |
| 1880年12月01日 1 | 10,851     |
| 1890年12月01日 1 | 14,352     |
| 1900年12月01日 1 | 19,384     |
| 1910年12月01日 1 | 22,373     |
| 1925年06月16日 1 | 22,017     |
| 1933年06月16日 1 | 23,007     |
| 1939年05月17日 1 | 30,322     |

| 時期             | 人口（人） |
| ---------------- | ---------- |
| 1946年           | 35,784     |
| 1950年09月13日 1 | 39,329     |
| 1961年06月06日 1 | 48,937     |
| 1970年05月27日 1 | 47,973     |
| 1975年12月31日   | 54,365     |
| 1980年12月31日   | 53,347     |
| 1987年05月25日 1 | 52,151     |
| 1990年12月31日   | 54,957     |
| 1995年12月31日   | 58,086     |
| 2000年12月31日   | 57,439     |
| 2005年12月31日   | 57,771     |
| 2010年12月31日   | 56,819     |
| 2015年12月31日   | 56,781     |
| 2020年12月31日   | 57,974     |

北メソポタミア地方からの恒常的なアラム人の流入により、ゲッピンゲンはシリア正教会の中心地となっている。ゲッピンゲン市には550家族を超えるアラム人が住んでいる。

## 行政
2008年9月23日に本市は、連邦政府から「多様性の街」の称号を与えられた。

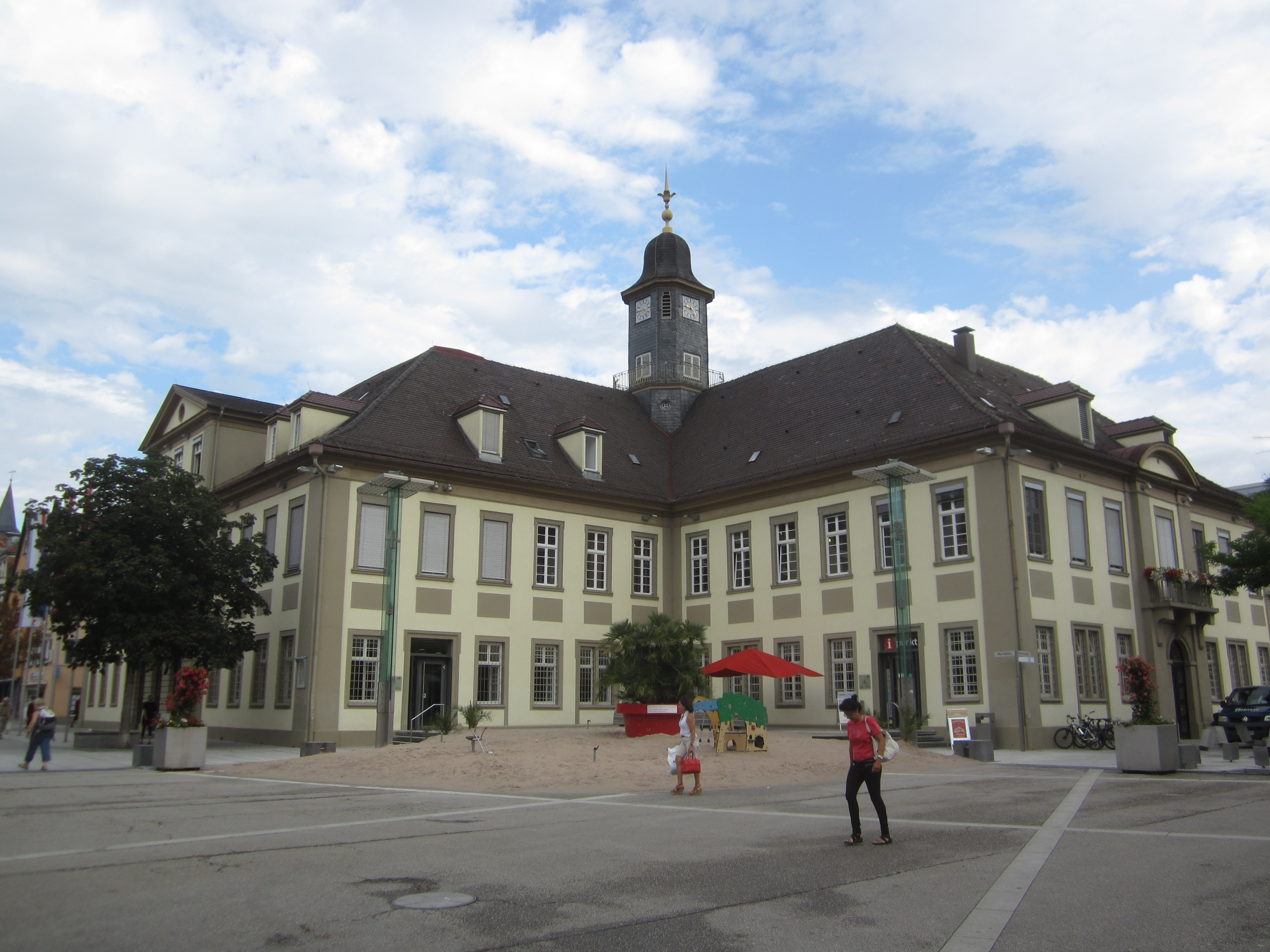
ゲッピンゲン市庁舎

### 議会
ゲッピンゲン市議会は40議席からなる。市議会はこれらの選出された名誉職の市議会議員と議長を務める上級市長によって運営される。上級市長は市議会において投票権を有している。

### 首長
ゲッピンゲン市のトップは、帝国時代はフォークト（代官）、1319年以後のヴュルテンベルク時代はオーバーフォークトであった。この他に議会と裁判所があった。さらに2人のビュルガーマイスター（市長）がいた。19世紀には1人のシュタットオーバーハウプトがこの地位を占めた。この地位は1819年から「シュタット・シュルトハイム」、1930年から「ビュルガーマイスター」と変遷し、1956年4月1日にに大規模郡都市に昇格したことにより公式な名称が「オーバービュルガーマイスター」（上級市長）となった。上級市長は8年ごとに直接選挙により改選される。上級市長は市議会の議長も務める。彼の代行者は、「エルスター・ビュルガーマイスター」（第1市長）を公式名称とする第1助役と「ビュルガーマイスター」を公式名称とするもう1人の助役である。
グイド・ティルは2005年1月14日に上級市長に就任した。後に無所属となるこのSPD候補者は2004年10月24日の上級市長選挙第1回投票で、1996年から上級市長を務めていた当時現職のラインハルト・フランク (CDU) に勝利した。フランクはこの敗戦後、マイン＝タウバー郡の郡議会から郡長に選出された。ティルは SPD候補として当選したが、2009年10月に方針の違いからCDUに移籍した。
2020年11月にアレクサンダー・マイアー（同盟90/緑の党）が第2回投票で 41.77 % の支持票を獲得して新たな上級市長に選出された。当時現職のグイド・ティルの得票率は 41.31 % であった。マイアーは2021年1月14日に就任し、ドイツで最も若い上級市長となった。
第二次世界大戦後のゲッピンゲン市のトップ:
- 1945年 - 1954年: クリスティアン・エーバーハルト
- 1954年 - 1981年: ヘルベルト・ケーニヒ
- 1981年 - 1997年: ハンス・ハラー
- 1997年 - 2005年: ラインハルト・フランク (CDU)
- 2005年 - 2021年: グイド・ティル (SPD/無所属/CDU)
- 2021年 - : アレクサンダー・マイアー（同盟90/緑の党）

### 紋章とロゴ
図柄: 頂部は赤地。主部は、銀地に横たわる黒いシカの角。
市の旗は赤-白である。1338年の判明している最初の市の印章には単にヴュルテンベルクのシカの角だけが描かれていた。ヴュルテンベルクの他の都市の「シカの角」の紋章都と区別するために、後に頂部が変更された。この変更が施された印章は1473年のものが初めて確認されている。一時期、頂部が大きく、紋章の半分を占めるほどだった時期があった。そうした紋章のデザインは1535年から見られる。旗の色は1855年にまで遡ることができる。
ゲッピンゲン市のロゴは、市の色である赤-白を保持しており、ホーエンシュタウフェン、レヒベルク、シュトゥイフェンの、いわゆる「ドライ・カイザーベルゲ」（直訳: 皇帝三山）を表している。

### 姉妹都市
ゲッピンゲンは以下の都市と姉妹都市関係を結んでいる。
- フォッジャ（イタリア、プッリャ州）1971年。
- クロスターノイブルク（オーストリア、ニーダーエスターライヒ州）1971年。ウィーン北郊の街である。
- ゾネベルク（ドイツ、テューリンゲン州）1990年。テューリンゲン州とバイエルン州との州境近くの街。ゲッピンゲンと同じく伝統玩具の聖像で知られる街である。
- ペサック（フランス、ジロンド県）2000年

### 援助・協力関係
姉妹都市関係に加えて、バナター・シュヴァーヴェンを逐われた人々や、1955年以降はズデーテン地方フジェベチュ地方を逐われた人々に対する援助・協力関係を結んでいる。

## 経済と社会資本

### 交通

#### 道路
本市は連邦道 B10号シュトゥットガルト - ウルム線および B297号ロルヒ - テュービンゲン線沿いに位置している。B10号線はバイパス道路で市の南側を迂回している。連邦アウトバーン8号線の最寄りのインターチェンジは、約 10 km 離れたアイヒェルベルクにある。
市の中心部は交通規制が敷かれている（「ノイエ・ミッテ」）。

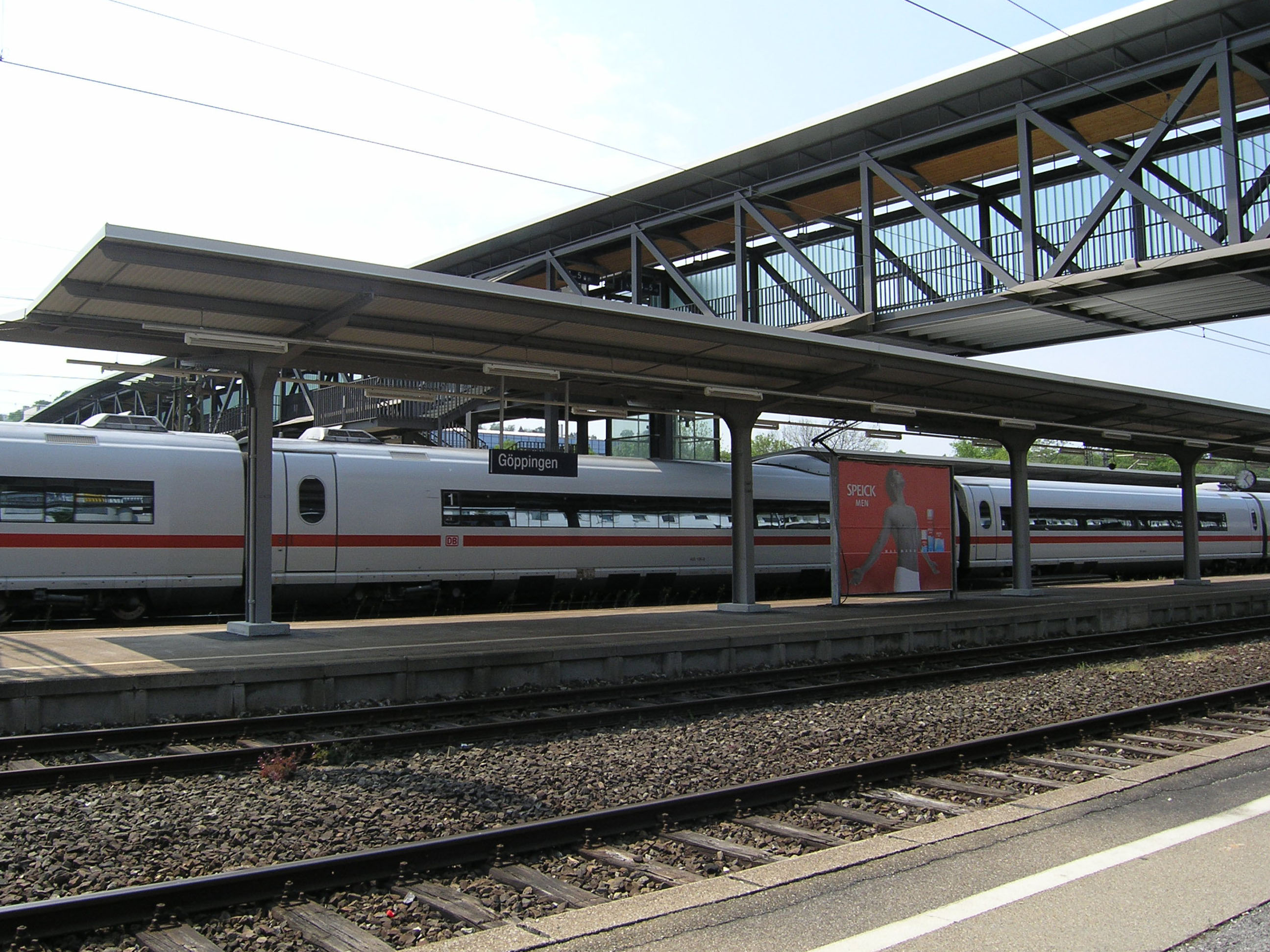
ゲッピンゲン駅

#### 鉄道
ゲッピンゲンは、1847年に開通したシュトゥットガルトとウルムとを結ぶ王立ヴュルテンベルク邦有鉄道のフィルスタール鉄道に接続している。西武の市区であるファウルンダウにもこの路線の駅がある。
ゲッピンゲン駅には大規模な路線網の施設がある。7つの旅客ホームに加えて、これとは別に広い貨物の積み降ろし施設がある。駅の近くに立地する企業レオンハルト・ヴァイスが特によくこの施設を利用している。
かつての製材所ヴェーバーも専用線を有していた。フィルス川に架かる橋を渡り約 500 m の間ヤーン通りと並行して走った後、企業の敷地に入る路線であった。この路線は、1990年代末にヤーン通りの近代化に伴い、廃線となった。
シューラー社の専用線施設は2005年に解体され、ファウルンダウまで遺されていたホーエンシュタウフェン鉄道の線路跡も撤去された。廃線となったフォアアルプ鉄道はバート・ボルまで運行されていた。
1990年代半ばまで大きなコンテナ駅も営業していた。このコンテナ駅は、1970年代に完成した当時はドイツで最も近代的な施設であった。バート・ボルを経由する地域鉄道を結ぶ計画が検討されている。

#### バス
市域内は、ゲッピンゲン乗り合いバス交通およびその他の会社が運営する公共旅客近郊交通 (ÖPNV) の、多くのバス路線で結ばれている。これらの路線は、VVS（旧フィルスラント交通連盟）の統一料金で運行している。

#### 自転車
シュヴェービッシュ・グミュントへ向かう自転車道は、廃線となったホーエンシュタウフェン鉄道の軌道跡を利用している。フィルスタールの両岸には集落ごとに自転車道の標識が建っている。また、街の中心部や大きな通りに自転車レーンが整備されている。さらに、内市街の一車線の道のほとんどで自転車の通行が認められている。長距離自転車道として知られる、ボーデン湖からネルトリンゲンに至るシュヴェービシェ＝アルプ自転車道がゲッピンゲンをかすめて通っている。

### メディア

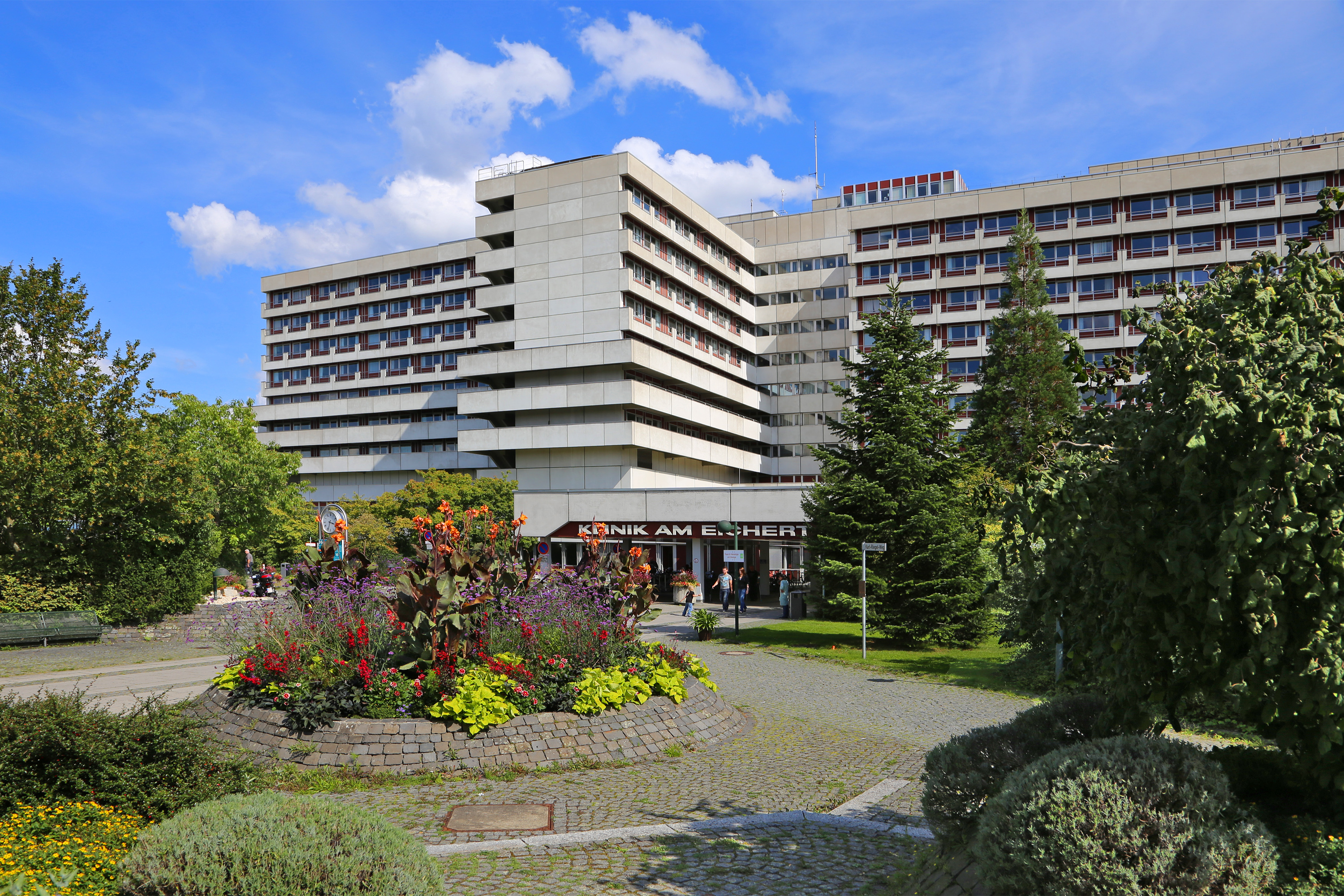
クリニーク・アム・アイヒェルト・ゲッピンゲン

日刊紙としては、「ゲッピンガー・クライスナハリヒテン - ノイエ・ヴュルテンベルギシェ・ツァイトゥング」が刊行されており、月刊では「シュタットマガツィーン PIG」およびゲッピンゲン市の広報紙「GEPPO」がある。この他にシュトゥットガルター・ツァイトゥングがゲッピンゲン郡向けのローカル版を刊行している。また、ローカルテレビ局フィルスタールヴェレや、ゲッピンゲン広域地区を対象に超短波放送 89.0 MHz で放送しているローカルラジオ局フィップスがある。

### 公共施設
ゲッピンゲン郡庁舎の他にゲッピンゲンには税務署、職業安定所、公証人役場がある。ゲッピンゲン区裁判所は、シュトゥットガルト高等地方裁判所ウルム地方裁判所の下位に位置づけられている。ゲッピンゲン郡に2つあるアルプ・フィルス・クリニーケンの病院のうちの1つ「クリニーク・アム・アイヒェルト」がゲッピンゲンにある。
ゲッピンゲン郡には警察本部があり、バーデン＝ヴュルテンベルク警察が配備されている。
ヴュルテンベルク福音主義州教会のゲッピンゲン教会管区およびカトリックのロッテンブルク＝シュトゥットガルト司教区のゲッピンゲン＝ガイスリンゲン首席司祭区がこの街に本部を置いている。

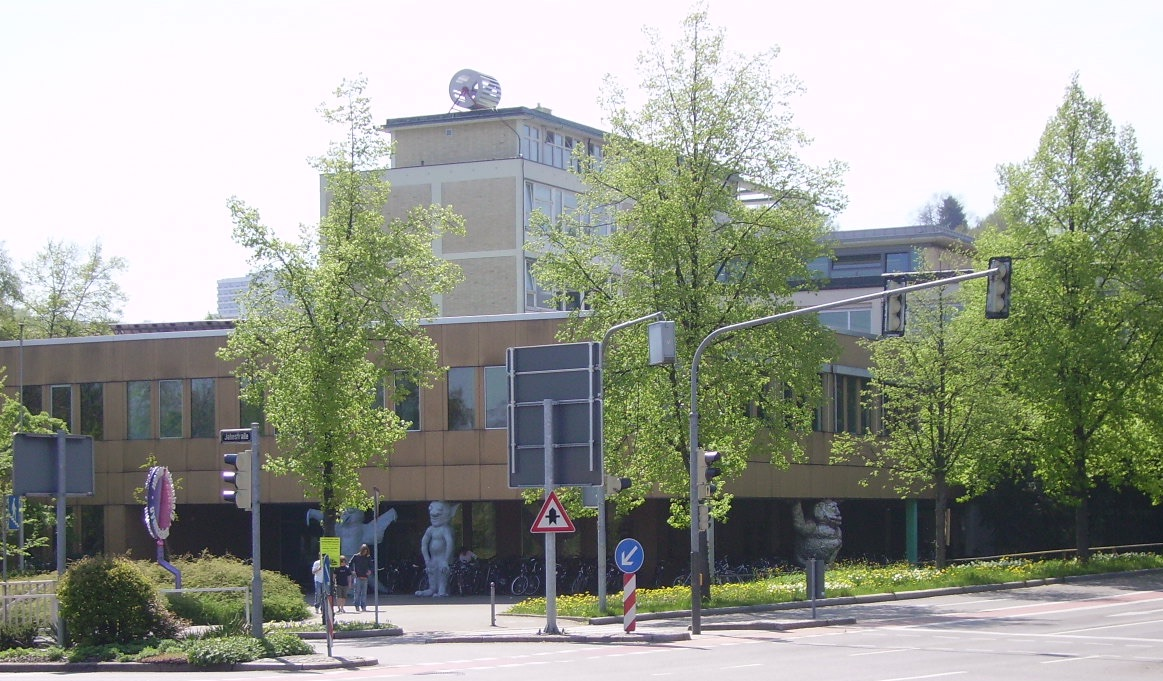
ヴェルナー＝ハイゼンベルク＝ギムナジウム

### 教育
ゲッピンゲンには、エスリンゲン大学 (HE) のキャンパスがある。この大学にはメカトロニクス部門、電気工学部門、経営工学部門がある。ゲッピンゲンの学生数は約1,200人である。このキャンパスは1988年に設立された。
ゲッピンゲン市には以下の教育機関がある。
- 一般ギムナジウム 4校: フライホーフ＝ギムナジウム、ホーエンシュタウフェン＝ギムナジウム、メーリケ＝ギムナジウム、ヴェルナー＝ハイゼンベルク＝ギムナジウム
- 実科学校 3校: ヘルマン＝ヘッセ実科学校、ウーラント実科学校、シラー実科学校
- 本課程学校 1校: ヴァルデックシューレ
- 基礎課程・本課程学校 4校: アルベルト＝シュヴァイツァー＝シューレ、ヴァルター＝ヘンゼル＝シューレ、ハイアーシューレ・ファウルンダウ、ウルゼンヴァングシューレ
- 基礎課程学校 11校: ウーラント＝シューレ、ジュートシュタット＝シューレ、ヤヌシュ＝コルチャック＝シューレ、イム・シュタウファーパルク基礎課程学校（以上、中核市区）、他にボーデンフェルト、バルテンバッハ（メーアバッハ基礎課程学校）、ベツゲンリート、ファウルンダウ（シラー基礎課程学校）、ホーエンシュタウフェン、ホルツハイム、イェーベンハウゼン（ブルームハルト基礎課程学校）の各市区に基礎課程学校がある。
- 養護学校 1校: ペストロッツィシューレ
- 青年音楽学校 1校: 市立ユーゲントムジークシューレ・ゲッピンゲン

生徒総数は約 8,700人である。市民大学は1946年に設立され、年間3万件の教育ユニットが設けられ、10万人以上が学んでいる。
ファウルンダウ市区の自由ヴァルドルフ学園フィルスタール、ゲッピンゲン市民大学の夜間ギムナジウム、夜間実科学校ゲッピンゲンがゲッピンゲンの学校教育を補完している。
ゲッピンゲン郡は3校の職業学校（職業学校センターにある産業学校、商業学校、家政学と農学の学校であるユストゥス＝フォン＝リービヒ＝シューレ）および精神・身体障害者のためのボーデルシュヴィングシューレ（幼稚園を併設）、言語障害者のためのヴィルヘルム＝ブッシュ＝シューレ（幼稚園を併設）の運営母体である。

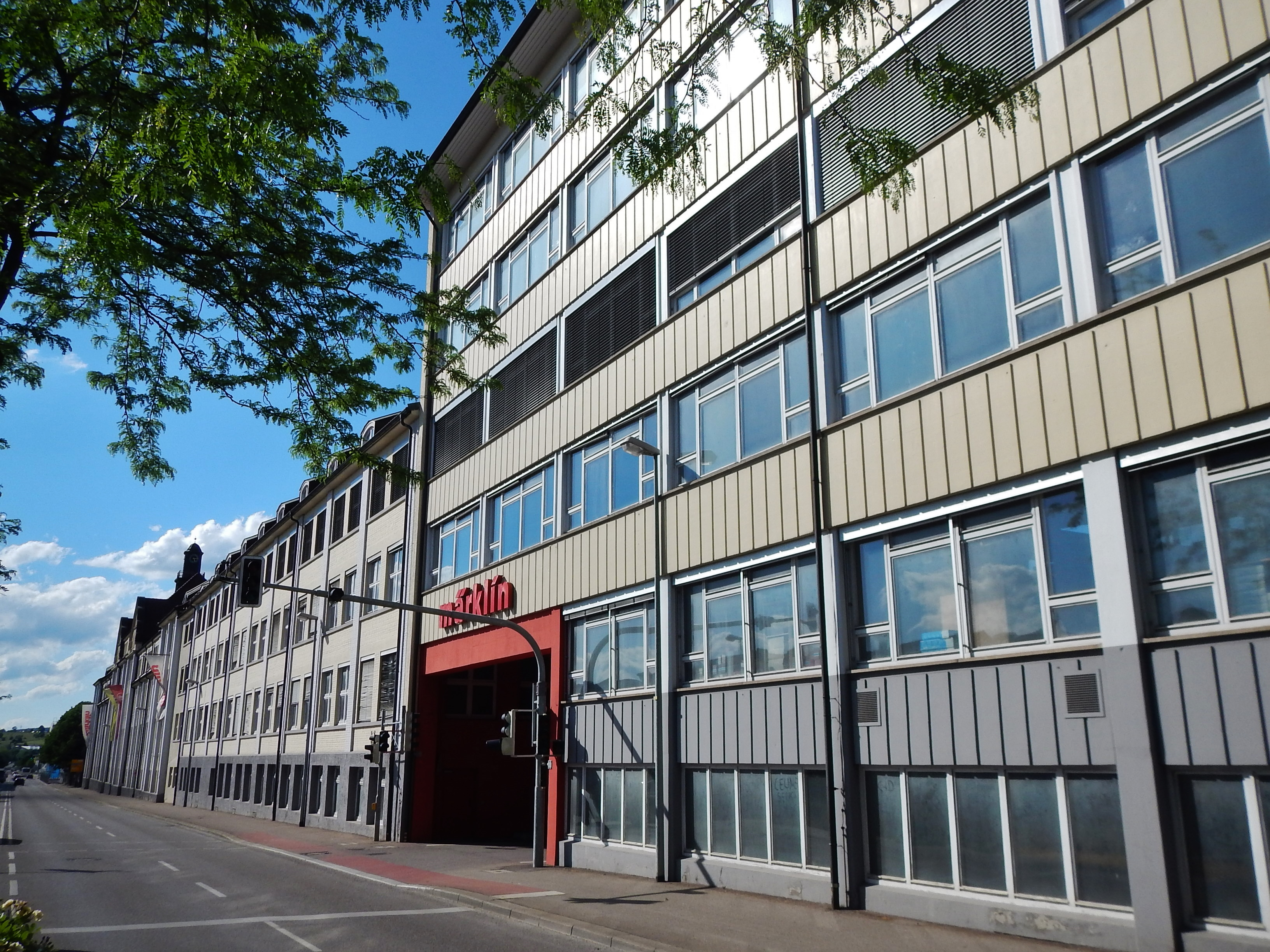
メルクリン本社

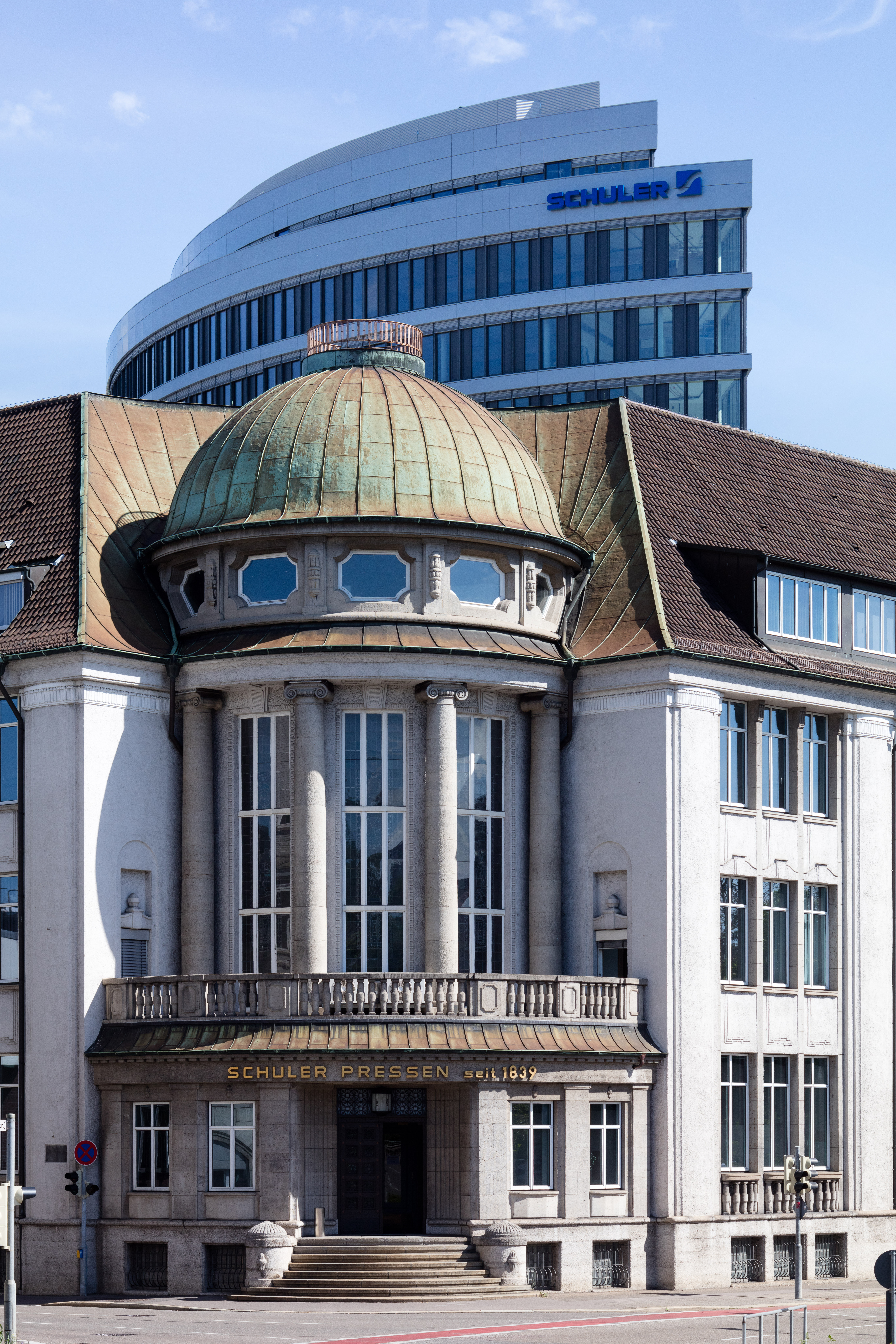
シューラー・グループ本社

### 地元企業
ゲッピンゲンの有名企業には以下がある。
- ベーリンガー・ヴェルクツォイクマシーネン社は1844年に設立され、旋盤やクランクシャフト加工機を製造し、技術的なサービスを提供している。この企業は Gebr. Boehringer GmbH（ベーリンガー兄弟社 GmbH）から創設され、現在はフェア・フレンド・グループ傘下にある。この会社は、約600人を雇用している。
- 鉄道玩具メーカーのメルクリン社は1859年に設立され、約1,200に従業員を擁している。このうち500人がゲッピンゲンで働いている。
- 成形分野の会社シューラー（ドイツ語版、英語版）は1839年に創業し、世界中に約7,000人の従業員を雇用している。
- 2015年に閉鎖されたヴュルテンベルギシェ・フィルツトゥーフファブリーク D. ゲシュマイは、抄紙機のための Bespannungen を製造していた。この会社は1910年に設立され、最終的には52人の従業員がいたが、1999年にアルバニー・インターナショナル（ニューヨーク）の一部になった[28]。
- 建設会社レオンハルト・ヴァイスは1900年創業で、3,000以上を雇用している（2009年現在）。
- T-システムス（ドイツ語版、英語版）は、ゲッピンゲンで約400人を雇用している。
- ソフトウェア会社チームビューワー（ドイツ語版、英語版）は、リモートメインテナンスおよびプレゼンテーション用ソフトウェアを製造しており、ゲッピンゲンに本社を置いている。
- アウグスト・ミンク KG は、ミンク＝ビュルステン (Mink-Bürsten) というブランド名で、国内外の機械、施設向けの技術ブラシを製造している。この会社は1845年に創設され、340人以上を雇用している（2013年1月現在）。
- 皮革製品および自動車産業向けの革なめし業者であるバーダー社は1872年に設立され、世界中に約12,000人の従業員がいる[29]。
- クレーマン GmbH は、570人の従業員で粉砕・選別装置を製造している。
- 神経科、精神科、心療内科、老人医学病院の運営会社クリストフスバートは、1852年からゲッピンゲンに本社を置いている。
- ゲッピンゲン塵芥焼却発電所

### 金融機関
銀行関連分野では、以下の金融機関がゲッピンゲンに本社を置いている。
- マルティン兄弟バンクハウス AG、民間銀行
- ゲッピンゲン郡立貯蓄銀行、ゲッピンゲン郡の地元貯蓄銀行
- ライフアイゼンバンク・マイティス eG、マイティス市区にある地元信用金庫
- フォルクスバンク・ゲッピンゲン eG、地元の信用金庫

これらに加えて、全国的な銀行の支店がある。

### 上水道
南はB10号線のバイパス道路から北はブルーメン通り、クリストフ通り、エーバーハルト通りまでの市域では、ナッサハタールから取水した自前の水が分配されている。マンツェン、ウルゼンヴァング、ザンクト・ゴットハルト地区では目的連合コルンベルク・グループの水が供給されている。ホーエンシュタウフェンでは、主に目的連合アイスリンガー水供給グループの水が供給されているが、一部に目的連合ランデス水供給連合の水が目的連合レーゲビルクスグループの水が加えられている。これら以外の市域では専ら目的連合ランデス水供給連合によって水が供給されている。

### クック兵舎
1930年、ゲッピンゲンの北に民間の飛行場ができた。1935年にドイツ空軍が接収し、空軍基地に拡張した。1945年から1949年まで、ここには避難民や難民が居住していた。1949年、戦闘中の勇敢さに対し、死後にシルバースターを授与されたチャールズ・H・クック・Jrを記念して、クック兵舎(Cooke Barracks)と改名された。1950年末、米国の第7部隊がシュトゥットガルトを復活させ、アメリカ陸軍の部隊がCooke Barracksに駐留し始めた。この兵舎はさらに拡張され、第28歩兵師団の本部として用いられた。第28歩兵師団は1954年に第9歩兵師団として再編され、1956年に第8歩兵師団と置き換えられた。さらに1957年に第4機甲師団に置き換えられ、1971年に第1機甲師団に再編さらて1972年にアンスバッハのヒンデンブルク兵舎に移った。第1歩兵師団は、1991年に復活されるまで、アウクスブルクから移っていた。クック兵舎は、1992年にドイツ政府に返還された。兵舎は、しばらくの間、再び難民の居住区として利用され、その後民間に戻された。

## 文化と見所

### 建築

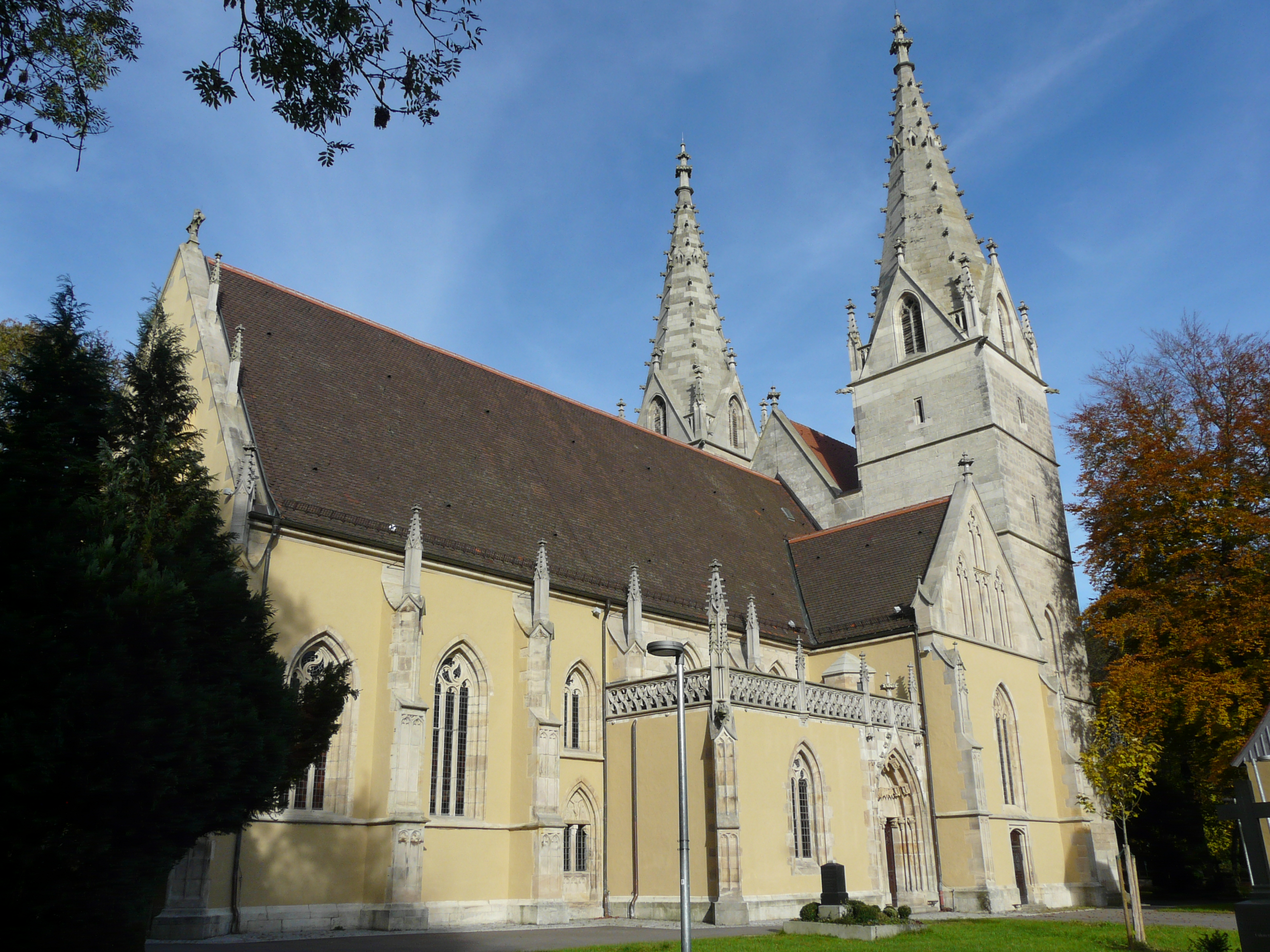
オーバーホーフェン教会

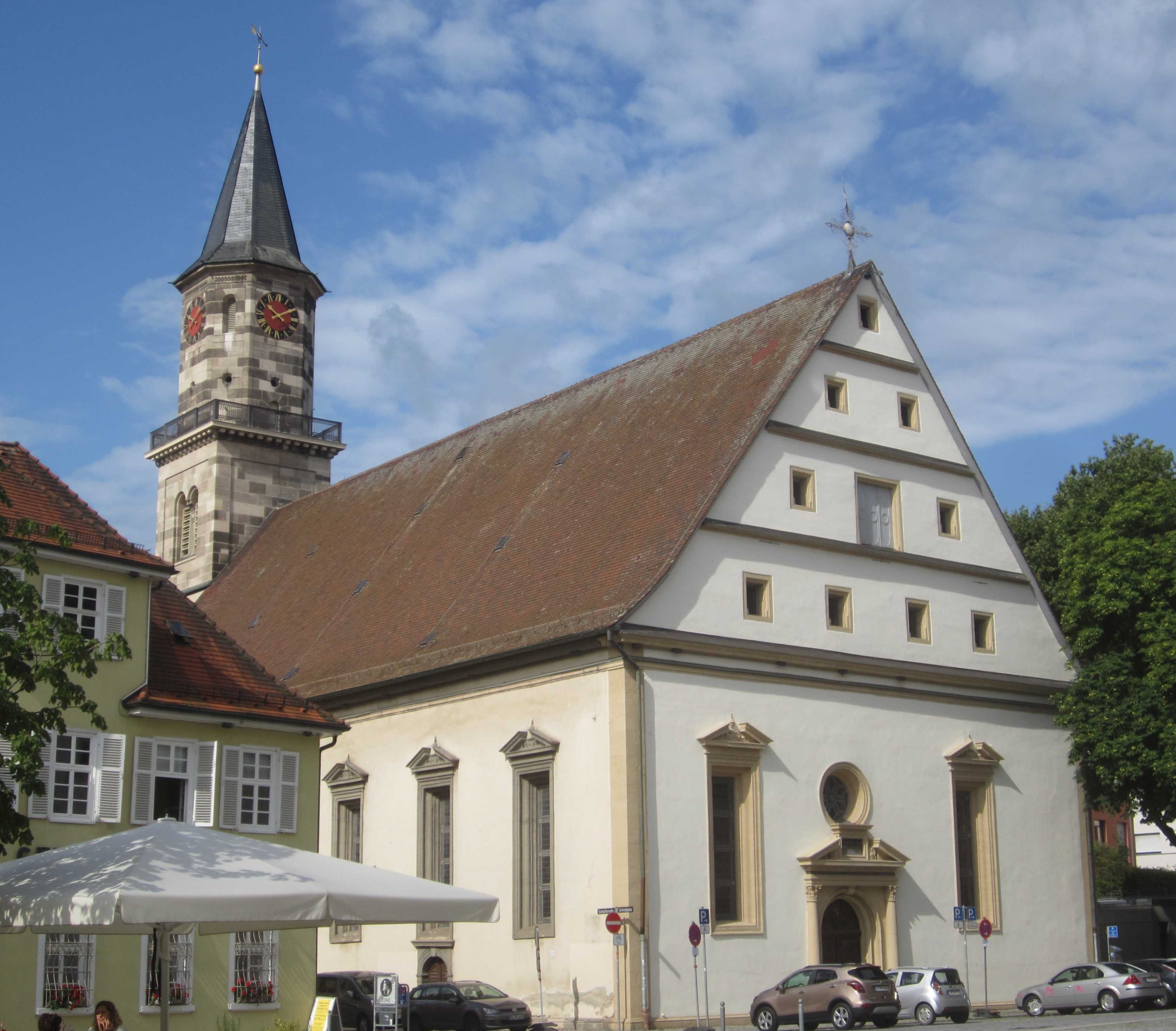
福音主義市教会

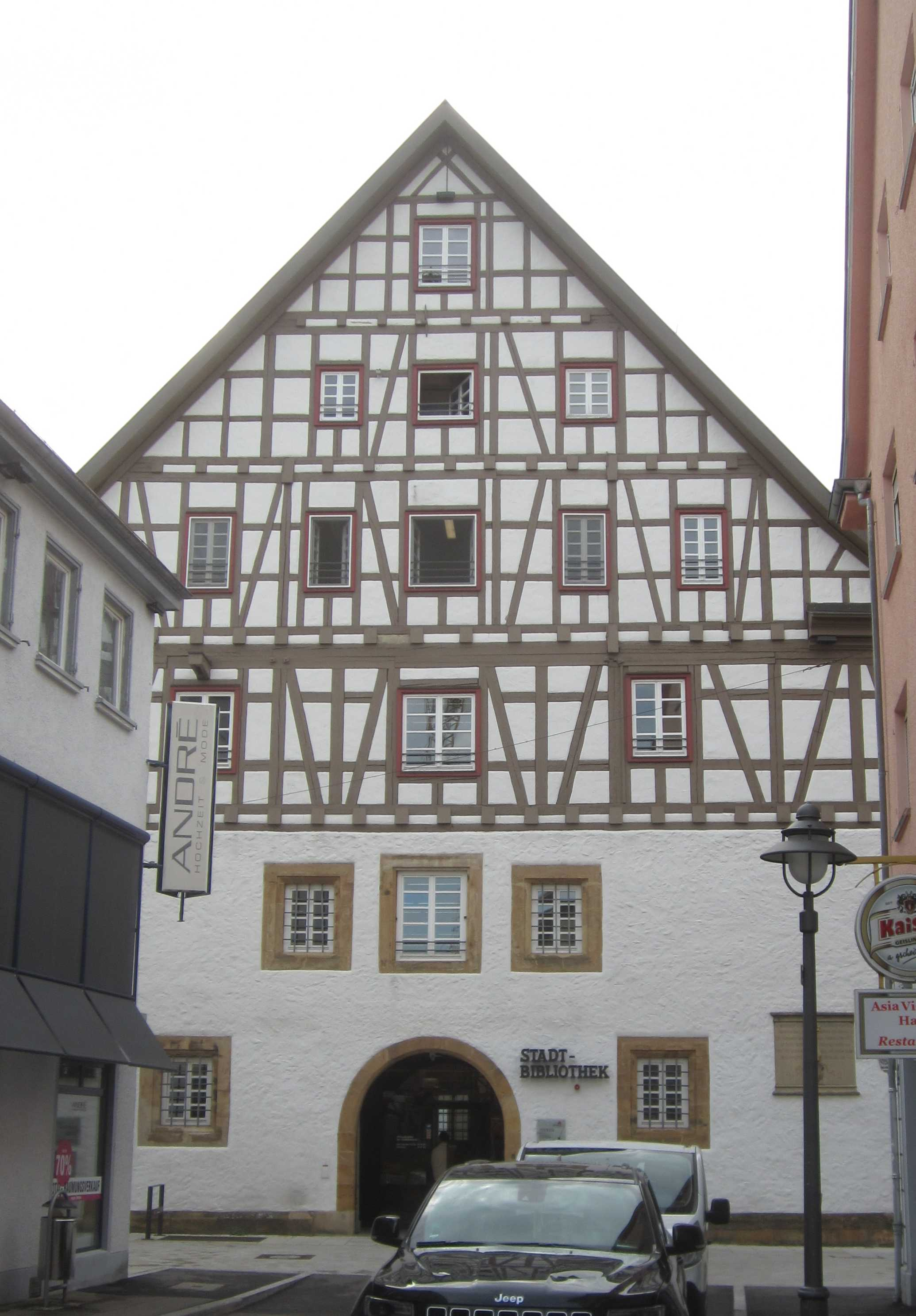
アーデルベルクの穀物庫

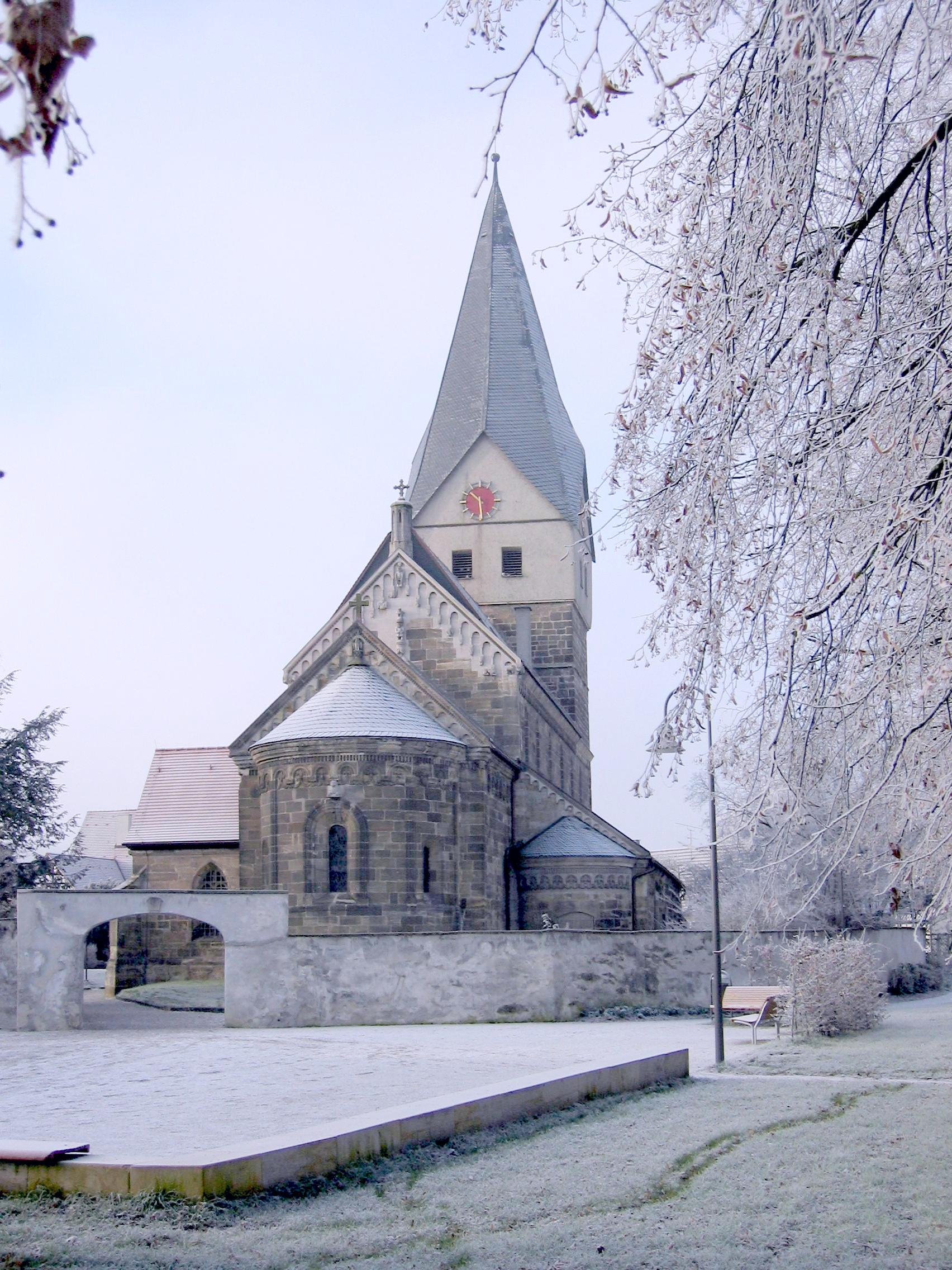
ファルンダウ修道院教会

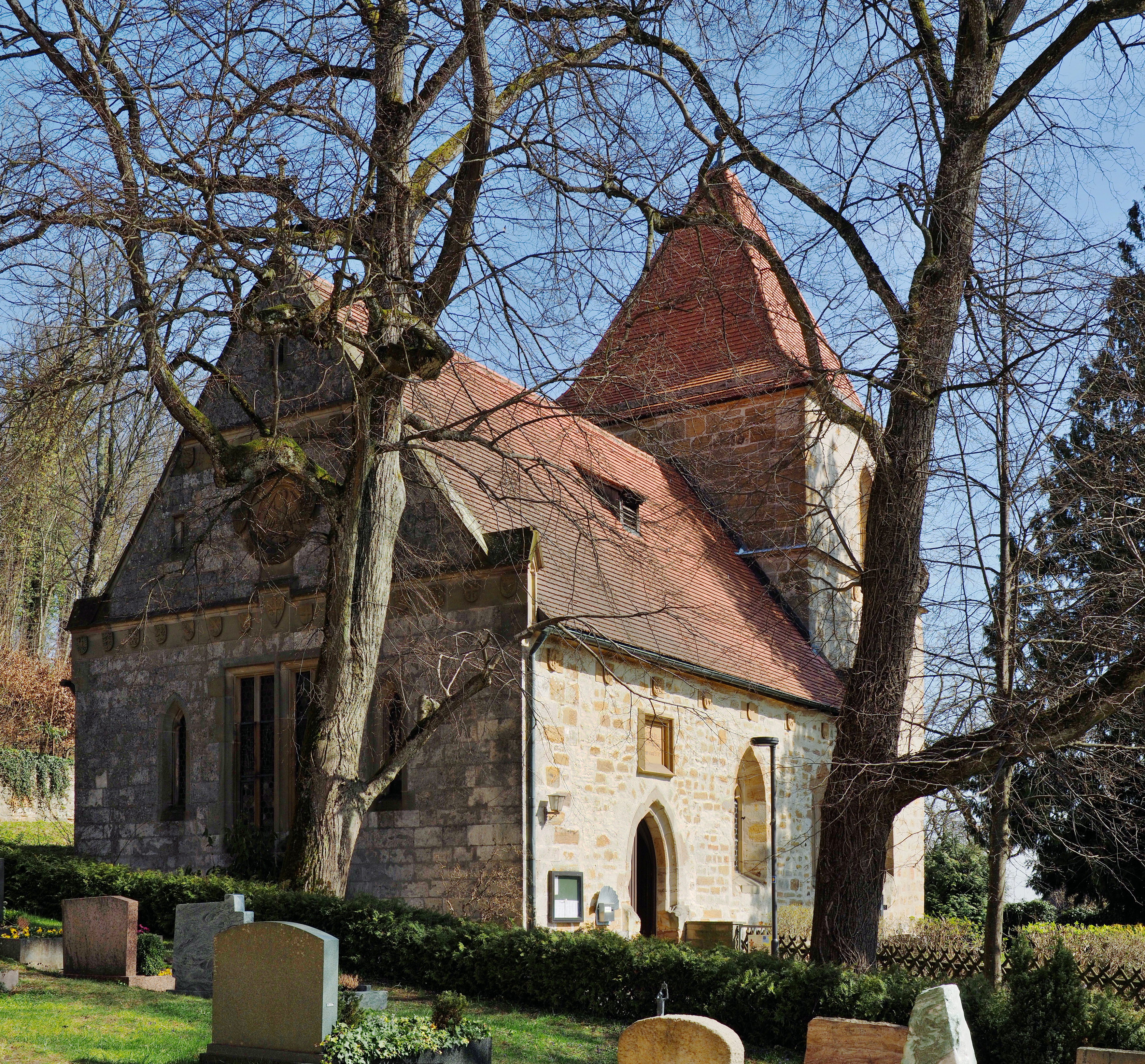
ホーエンシュタウフェンのバルバロッサ教会

- ホーエンシュタウフェン市区のホーエンシュタウフェン城は、シュタウファー家の本拠地の城であった。この城は11世紀後半に建設され、1525年に破壊された。
- 福音主義オーバーホーフェン教会[31]（旧聖マルティンおよびマリア修道院教会）は、歴史的な場所に建っている。ローマ時代のヴィラ（ドイツ語版、英語版）および中世初期の先行建築でロマネスク後期のバシリカが建っていた場所であることが考古学的に証明されている。この教会の建築開始は1436年で、当時は市壁の外にあった。三廊式教会として計画されたが実現はしなかった。細部の様々な箇所にウルム派の影響が見られる。多くの増築（特に塔や木製ギャラリー、1853年）や改修が行われ、この教会は原型から大きく変化している。宗教改革後この教会は主に埋葬教会として用いられ、一部は世俗の用途にも利用されたが、1902年から再び教区教会となった。建設当時から遺されているのは、内陣の壁画（1449年）、翼廊（1470年）、内陣の椅子（1500年）、十字架の彫刻（1520年頃）である。内陣の窓は、ガラス芸術家のヴァルター・コーラー（1938年、中央の窓）とヴォルフ＝ディーター・コーラー（1983年、左右の窓）によって制作された。オーバーホーフェン教会の他に、1410年に建造された旧マリエン礼拝堂の内陣があり、聖十字架礼拝堂として礼拝や芸術展示に用いられている。この教会の近く内市街方面に、2012年にシュタウフェン柱が建立された。これは、特にフリードリヒ1世バルバロッサのゲッピンゲン滞在を記念したものである[32]。
- 内陣を持たない福音主義市教会[31]は、1618年-1619年に建築マイスターであるハインリヒ・シックハルト（ドイツ語版、英語版）によって、西の長辺にあたる壁が市壁の内側にあたるクヴェールキルヒェ（翼廊やアプスを持たない長方形の教会建築様式）として建設された[33]。極端に幅広の屋根の下に4階建ての穀物庫がある特徴と、1600席を優に超えるキャパシティから、ヨーロッパ最大のプロテスタントのルネサンス教会である。1782年に説教壇に対して延伸してバロック化する内装の改築が行われ、1845年には老朽化した塔（ドイツ語版、英語版）がネオロマネスク様式の新しい塔に建て替えられた。現在の内装は、バロック様式のギャラリーと20世紀初頭のユーゲントシュティールの要素、1976年の改修時の家具が魅力的に組み合わされており、礼拝、コンサート、芸術展示など幅広い用途に適合している[34]。
- 城館（ゲッピンゲン城）は4翼式のルネサンス建築で、1555年から1568年にアーベルリン・トレッチュとブラジウス・ベルヴァルトによって建設された。18世紀にファサードが大きく改築された。4つの階段塔のうち3つが遺されている。「レーベンシュティーゲ」として知られる主階段は1562年に建設され、動植物のレリーフが施されており、ルネサンス様式とゴシック様式が混合されている。
- 「厩舎の泉」がある公爵の厩舎は、城館のすぐ隣にある16世紀半ばに建設された木組み建築である。ユニークな尖頭アーチの玄関はゴシックの要素を遺している。厩舎の泉は新しいもので、ゲッピンゲン出身の彫刻家フリッツ・ヌスによって建設された。
- 市庁舎は、1785年建造の2翼式古典主義建築で、ヴュルテンベルク公カール・オイゲンの命令によって建設された。2001年に全面的な改修が行われた。
- アーデルベルクの穀物庫は、1514年に完成した、本市に遺されている数少ない中世建築の1つである。1981年から市立図書館が入居している。破風にはラテン語で以下の銘文のコピーが掲げられている。「医師で哲学者でもあった修道院長レオンハルト・デュルが、収穫を貯蔵し、苦しい時代に兄弟を飢餓から守るためにこの建物を建設した。（一文省略）1514年」
- アルテ・カステン（直訳: 古い箱）は、1707年建造の、かつてオーバーホーフェン修道院運営部門の倉庫だった建物である。現在は、市立文書館、シェーンヘングスター博物館および文書館、郷土資料室、バナター・シュヴァーヴェンの歴史資料館が入居している。
- ハウス・イリヒは、1879/1898年に歴史主義様式で建設された。1970年代初めまで印刷所および出版社として利用されていた。1980/1981年に改築されて以後、この建物には文化局、市立ユーゲントムジークシューレ・ゲッピンゲン（音楽学校）、小さな演劇ステージを持つ室内劇場が入居している。
- アルテ E-ヴェルクは、1899年にエネルギー供給企業ネッカーヴェルケの依頼で建設された。このレンガ建築は、当時の典型的な建築様式であった後期歴史主義様式を遺しているが、各所にユーゲントシュティールの影響が見られる。1978年まではネッカーヴェルケが所有する発電所であったが、その後市が購入し、利用されないまま放置されていた。1993年からは文化センターとして利用されている。
- パートナーシャフツブルネン（直訳: パートナーシップの泉）は、1981年にホーエンシュタウフェンの芸術家ヘルマン・シュヴァーンのデザインに基づいて建設された。この泉は、ゲッピンゲンや姉妹都市であるクロスターノイブルク、フォッジャ、さらに援助・協力関係にあるシェーンヘングストガウ（ドイツ語版）からの避難民の物語や事件を表している。
- 炭酸泉
- その他の福音主義教会。いずれもゲッピンゲン教会管区に属す。古い順に列記する。
  - ファウルンダウ修道院教会[35]は、1200年から1220年に建設された、シュヴァーベン地方で最も重要な後期ロマネスク建築の1つに数えられる。ファウルンダウは875年に最初の記録が遺されている。1200年頃から1220年までに4つの先行建築によって現在の修道院教会の基礎が築かれた。この三廊式平屋根の列柱バシリカには当初は塔がなく、ゴシック時代の1341年に増築された。宗教改革までファウルンダウは聖ガレン教会の所有であった。1535年の宗教改革後、この修道院はヴュルテンベルクによって廃止され、かつての修道院教会は村の教区教会となった。東の破風や内部の柱頭には様々な装飾が施されている。最も古い箇所は、東側部分のヴォールトが施された内陣である。西の主玄関は、三重の階段状列柱ポータルとなっている。前面の柱にはそれぞれゴシック初期様式の Kelchknospenkapitelle（聖杯を戴いた蕾型の柱頭飾り）が見られる。これはこの種のものとしては最も古い作例の1つである。内陣室のゴシック初期の壁画は1300年頃に制作された。マンドルラの下部に1957年の教会改修の際にヴォルフ＝ディーター・コーラーによって制作されたステンドグラスが内陣中央の窓に見られる。同じく1957年にエミール・ジョー・ホモルカによるブロンズ製の祭壇十字架やウルリヒ・ヘンによる祭壇、説教壇、南入口上の羊が創られた。ウルリヒ・ヘンは、教会前の慈悲の泉も制作した（2006年）。1920年頃に有名な建築家マルティン・エルゼッサーが聖具室の壁に戦没者のための祠を設け、その扉の外側にケーテ・シャラー＝ヘルリンが4枚の絵（磔刑、十字架降架、哀悼、復活）を描いた。
  - ホルツハイム地区の村の教会聖ゴットハルト教会[36]: この原型となった礼拝堂は、1350年頃に、おそらく近隣のツィレンハルト城の騎士であったザイフリート・フォン・ツィレンハルトがトスカーナに兵役で出かけた際に、当時のゴットハルト信仰（ドイツ語版、英語版）に基づいて建設した巡礼教会であり、その後に建設された村の名前はこれにちなんだものである。2つの鐘のうち小さな方はこの頃に造られたものである。フレスコの痕跡と1500年の床タイルが、1993年の教会改修で発見された。ガラス作家のヴォルフ＝ディーター・コーラーは1973年に祭壇の壁に、3人の女性が空になったキリストの墓の前に建つ復活をモチーフとした丸窓を制作した。
  - ベツゲンリート地区のラウレンティウス教会[37]は1405年にラウレンティウス礼拝堂として建設された。身廊と塔は1611年に新たに建てられたものである。建設当時のヴァルトゲリヒツ＝フレスコが1947年に発見された。内陣の窓は1960年にアドルフ・ヴァーレンティーン・ザイレによって制作されたもので、受難のモチーフと命名聖人であるラウレンティウスが描かれている。
  - イェーベンハウゼンの古い村の教会: 聖フィリップおよびヤコブス礼拝堂が1228年にはすでに造られた。リーベンシュタイン領主家は宗教改革を行った。宗教改革家はヤーコプ・アンドレア（ドイツ語版、英語版）であった。この教会は1506年に後期ゴシック様式で建設された。この教会には村の領主の墓碑が数多くある。現在のヤーコプ＝アンドレア教会が新築された後、この古い教会はゲッピンゲン市に売却され、ここに1992年にゲッピンゲン・ユダヤ博物館が開館した。
  - ホーエンシュタウフェン地区のバルバロッサ教会は15世紀に建設された。おそらく、それ以前はこの場所に礼拝堂があった。内部には皇帝フリードリヒ・バルバロッサを描いた壁画がある。ウルリヒ公は、1589年からヤーコプス教会と名付けられていたこの教会をアーデルベルク修道院に寄進した。1859年からバルバロッサ教会と命名された、15世紀に建設された後期ゴシック様式のコールトゥルム（内陣が塔に含まれている教会建築）の教会堂は福音主義教会の所有となり[38]、1859年からのドイツ国民運動に伴い国家的歴史文化財に改修された。1932年には、国粋主義カルトの影響により、内陣室の窓に皇帝フリードリヒ1世バルバロッサ、ライヒスアドラー、シュタウフェンの紋章が描かれた。しかし、反対側でこれと向かい合う窓はその修正であり、暗号化されたダブルミーニングの作品「1933年ドイツの運命の年」である。告白教会と関係のあったシュトゥットガルトの芸術家ヴァルター・コーラーがこれを制作した。その左側はユダに先導され、武器を持ってハーケンクロイツをつけた（戦後に消された）「武装した」兵士にイエスが逮捕されるというゲッセマネの園の現代版で、右側は痩せ細り、力のない十字架上の救い主イエスの下で共同し、語り合い、分かち合い、受け取り合い、思いやり、教え合い、忠告し合う真のキリスト教会の姿を描いている。この教会はカトリックの聖マリア教会（ゲッピンゲン）に利用されている。
  - マイティス地区のレオンハルツ教会[38]: この後期ゴシック教会は1464年に建設された。
  - ホルツハイム地区の聖ベルンハルツ教会[36]は、交差ヴォールトの内陣を有する後期ゴシック教会である。身廊は1671年に北側と西側に拡張され、ここにギャラリーが設けられた。1878年に改修され、その際に西の天井に明かり採りの窓が設置された。ガラス芸術家ヴォルフ＝ディーター・コーラーは1977年に4枚のゴシック様式の窓を制作した。1994年に北側部分の増築と外装の改修が、2005年に祭壇付近の新設を伴う内部の改修が行われた。
  - バルテンバッハの古い村の教会は、1405年に最初の記録が遺る教会が解体された跡地に1651年に建設された。先代の教会は三十年戦争で破壊された。その同じ場所に1651年に現在の教会がクヴァールキルヒェ（翼廊が拡張された長方形の平面図を持つ教会）として建設された。福音主義の教会センターの新しい建物は1983年から「聖十字架教会」として利用され、2017年からアルメニア使徒教会バーデン＝ヴュルテンベルクが所有している。
  - ホーエンシュタウフェンの福音主義教会[38]: この教会は、1833年にマール・マルツェル・ハイゲリンによって設計され、1838/39年に建設された後、1934年にハンス・ザイッターによって増改築がなされた。これに伴い、ヴァルター・コーラーが彩色円形アーチの窓と、最後の審判のフレスコの2つの部分を制作した。1934年に中央部分（2つの福者の合唱隊と2つの天使の合唱隊を伴い、王冠を着け拷問具を持ったマンドルラの中の審判者）、1940年に終末の出来事やモチーフを描いた側部（なかでもミカエルと悪の象徴であるドラゴンとの戦闘が視覚的に印象に残る）が制作された。このフレスコの内容は、近隣のバルバロッサ教会のヴァルター・コーラーによる西窓の内容と呼応している[39]。
  - ロイシュ教会[40]: ロイシュ教会は1930-31年にゲッピンゲンの建築家オットー・ベンゲルによって建設された。6つの丸窓（モチーフ: 天地創造の6日間）がゲッピンゲンのガラス作家ヘルマン・フィッシャーによって、教会の調度としては非常に珍しいカットガラスの技法で制作された。1945年に戦争で破壊された後、1950年にルドルフ・イェーリン（子）によってステンドガラス（5つの受難と復活のモチーフ）に置き換えられた。
  - マルティン＝ルター教会[41]: ボーデンフェルト教会（後にマルティン＝ルター教会と名付けられた）は、1956年にヴァルター・ルフによって建設された。三位一体の慈悲の座をテーマとする祭壇壁の大きな絵は、ヴォルフ＝ディーター・コーラーによって制作された。ボーデンフェルト教会ゲッピンゲンは、2005年10月4日にマルティン＝ルター教会ゲッピンゲンと改名した。マルティン＝ルター教会の教会堂は2014年にシリア正教会組織 Mor Jakob von Sarug e.V. に売却された。教会堂の替わりに新しい建物に教団スペースが設けられた。
  - ヤーコプ＝アンドレア教会イェーベンハウゼン[42]: この近代的な教会は建築家ハイツ・ラルの設計に基づいて1966年に完成した。2人のイェーベンハウゼンの芸術家が形成に参加した。ジークリート・フラスベック・フォン・リーベンシュタインは、ダルグラスのコンクリートガラスにより洗礼盤を制作し、マンフレート・シュパングは壁のレリーフ（魚を漁るペテロ）とギャラリーのレリーフ板（神と人との関係の歴史）を作成した。教会の地下階には、集会所が設けられている。
  - バルテンバッハ教会センター[43]: この教会は1974年に建築家ゲルハルト・フェッツァーとともに、現在礼拝を行っている新しい教会センターを建設した。燭台をつけた青銅製の祭壇の十字架は1974年にホーエンシュタウフェンの芸術家ヘルマン・シュヴァーンが、ステンドグラスは1980年にシュトゥットガルトのガラス作家アナ＝ドロテア・クンツ＝ザイレが制作した。
  - マンツェンのヨハネス教会: 1975年にフェルバッハのヤン・ベルク・エイによってヨハネス教会を含む教会センターが建設された。ダルグラス製の非具象的なコンクリートガラスの窓は、フロイデンシュタット＝クリストフスタールの芸術家アンネローゼ・シュミット＝ヴェーバーによって作成された。1990年に本堂と離れた教会センターの鐘楼が建設された[44]。
  - ヴァルデック教会[45]: ヴァルデック教会はゲッピンゲンの建築家ヴァルター・ボッシュの設計に基づいて1979年に建設された。全体の芸術的コンセプトはヴォルフ＝ディーター・コーラーによる。彼はプリツィパリエン（礼拝に関する主要調度）、祭壇備品、タペストリー、彩色コンクリートガラス装飾（水の流れ（詩篇137番）と天なるイェルサレムの12の礎石と貴石（黙示録））を制作した。
- カトリック教会（年代順に列記する）
  - 聖マリア教会（1869年）
  - ベツゲンリートのヘルツ＝イェズ教会（1954年）
  - イェーベンハウゼンのクラウス兄弟団教会（1959年）
  - ファウルンダウの聖家族教会（1961年）
  - ゲッピンゲンのクリストケーニヒ教会（1964年）
  - ウルゼンヴァングの聖霊教会（1969年）
  - 聖パウルス教会（1971年）
  - ゲッピンゲンの製ヨーゼフ教会（1977年、先代の教会は1909年）
- ユダヤ博物館ゲッピンゲン、1992年からイェーベンハウゼンの古い村の教会に入居している。
- プロジェクト・ノイエ・ミッテ（直訳: 新中心街プロジェクト）内市街の再開発（2002-2003年）建築家マリオ・ヘーゲレ。
- ホーエンシュタウフェンハレ。1964-1967年建造。建築家ベルンハルト・ヴィンクラー。2008年から2009年に改修と大規模な拡張工事が建築家ヨーヘン・ジーゲルによって行われた。全国的に有名な大催事ホールは、1972年オリンピックのハンドボール予選リーグ、フェンシングのワールドカップ、ボクシング世界チャンピオン戦、テレビ番組「Verstehen Sie Spaß」や「Die versteckte Kamera」、および数多くのコンサートやスポーツイベントで利用されている。

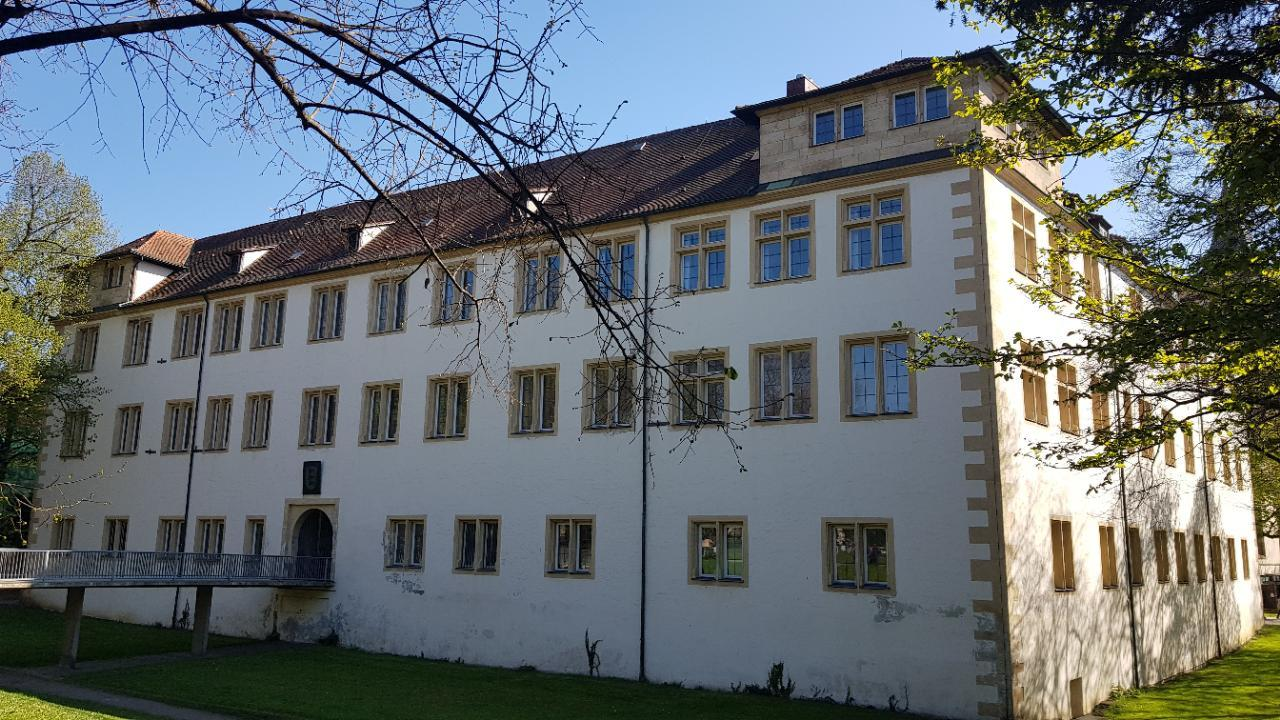
ゲッピンゲン城
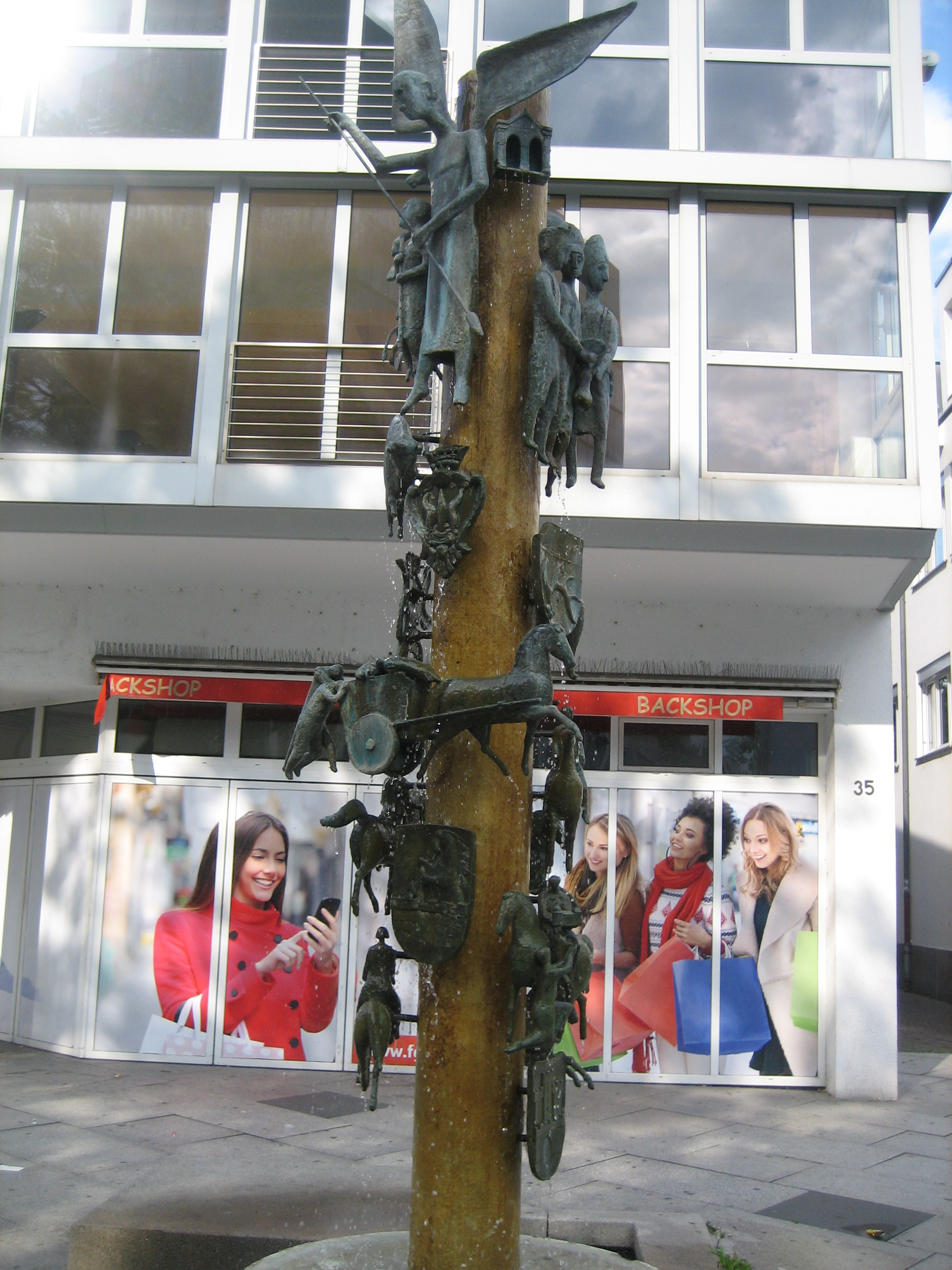
パートナーシャフツブルネン
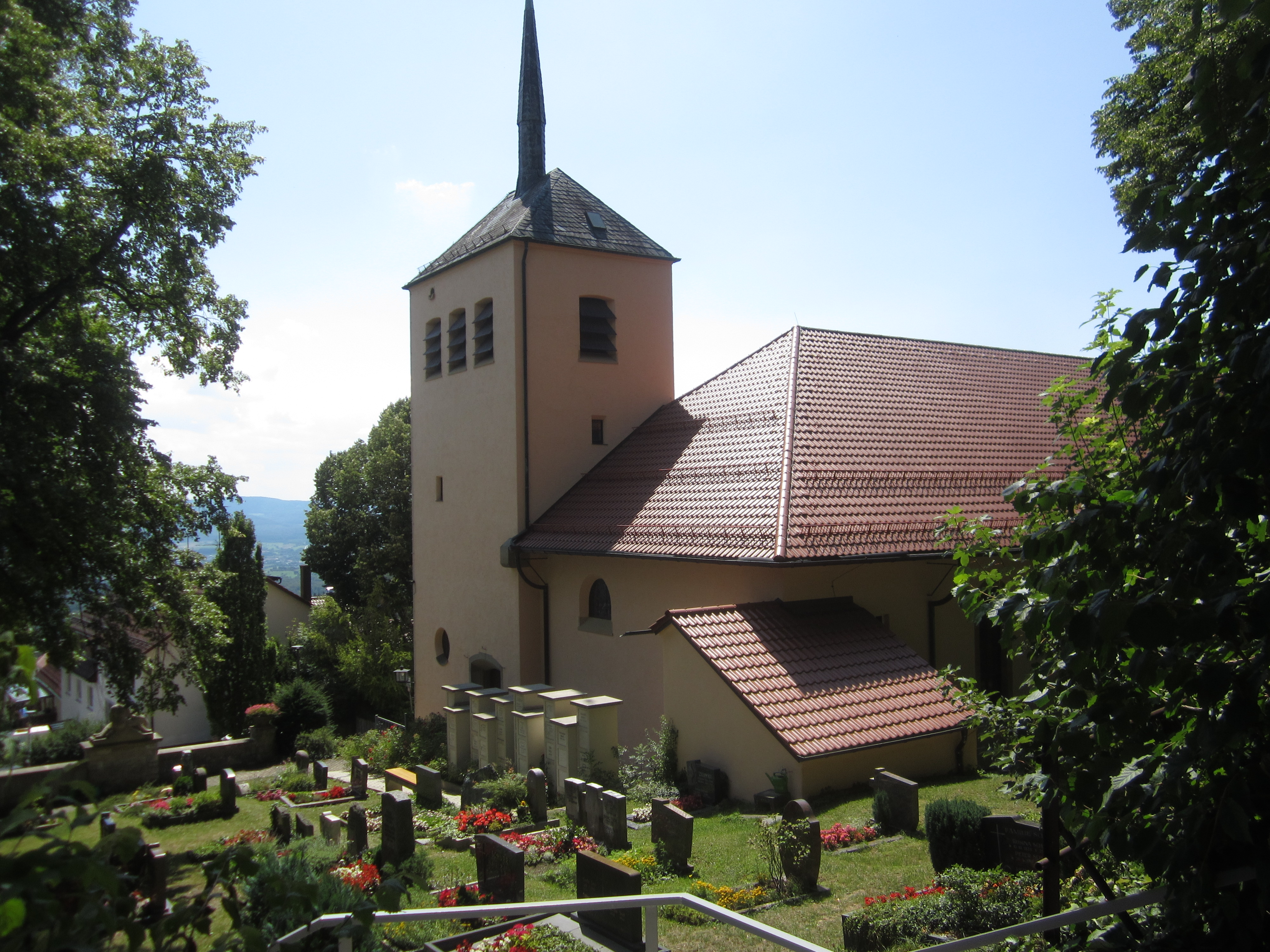
ホーエンシュタウフェンの福音主義教会
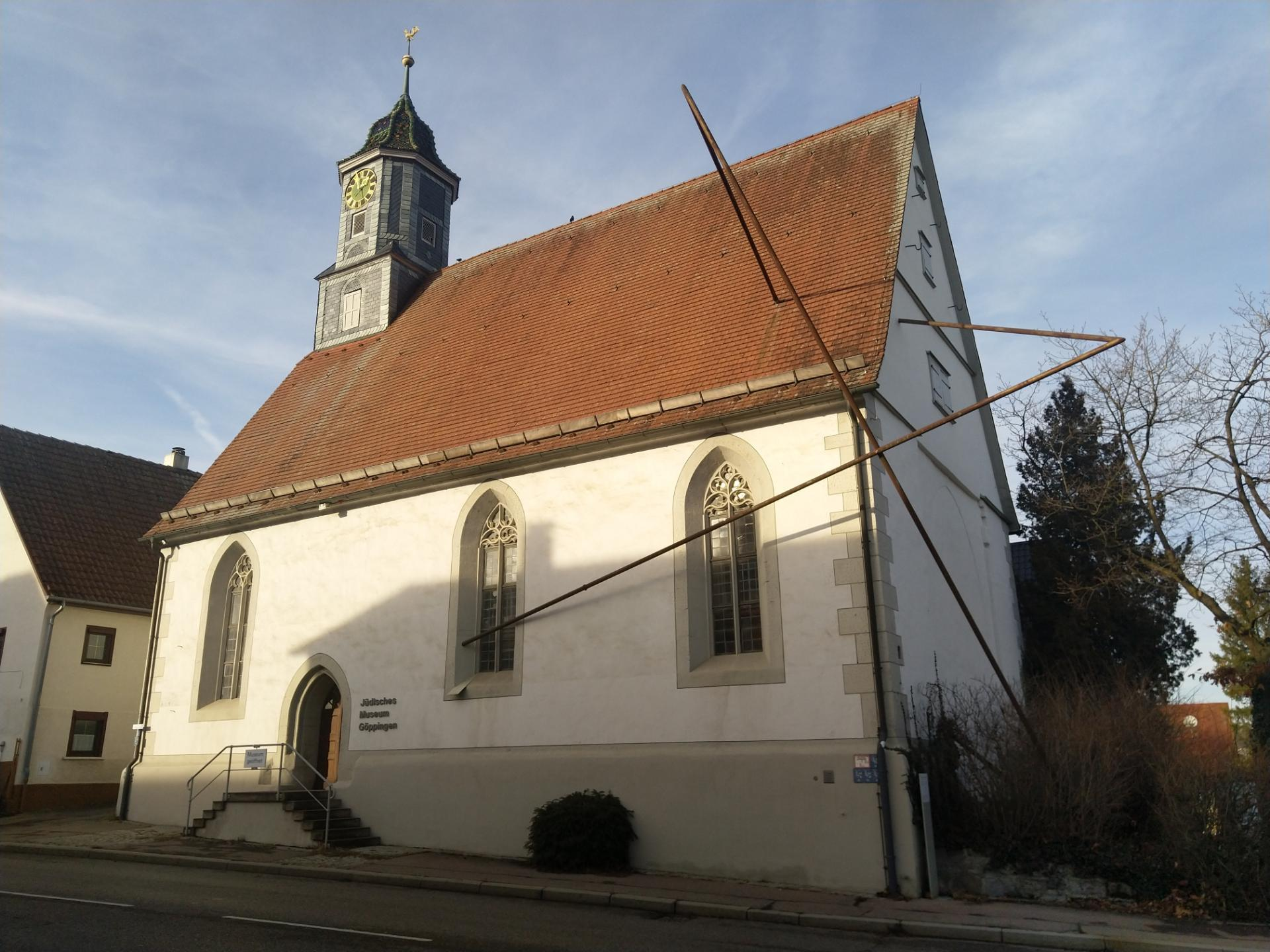
ゲッピンゲン・ユダヤ博物館

### 博物館・美術館、展示場

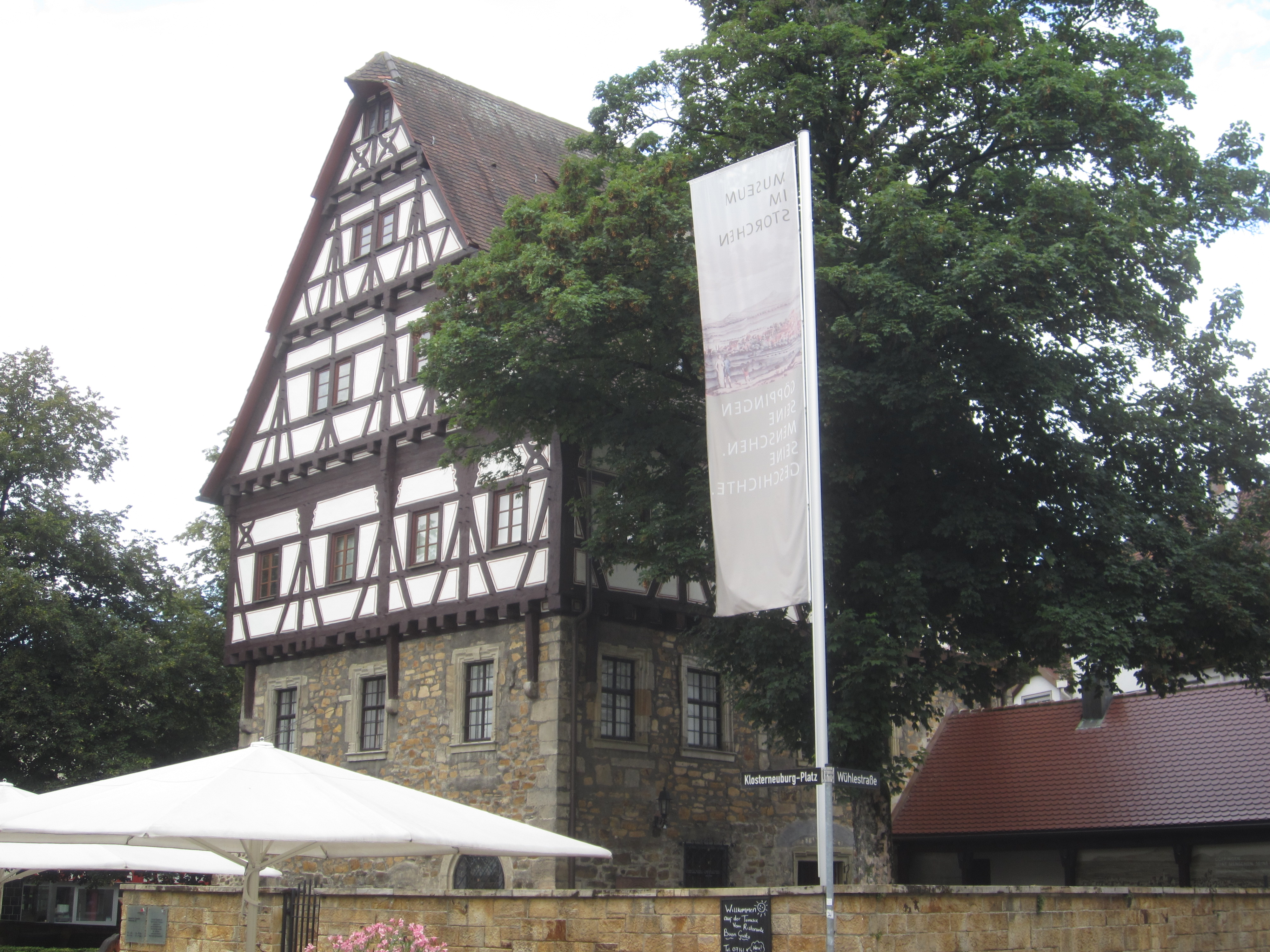
市立博物館が入居するシュトルヒェン

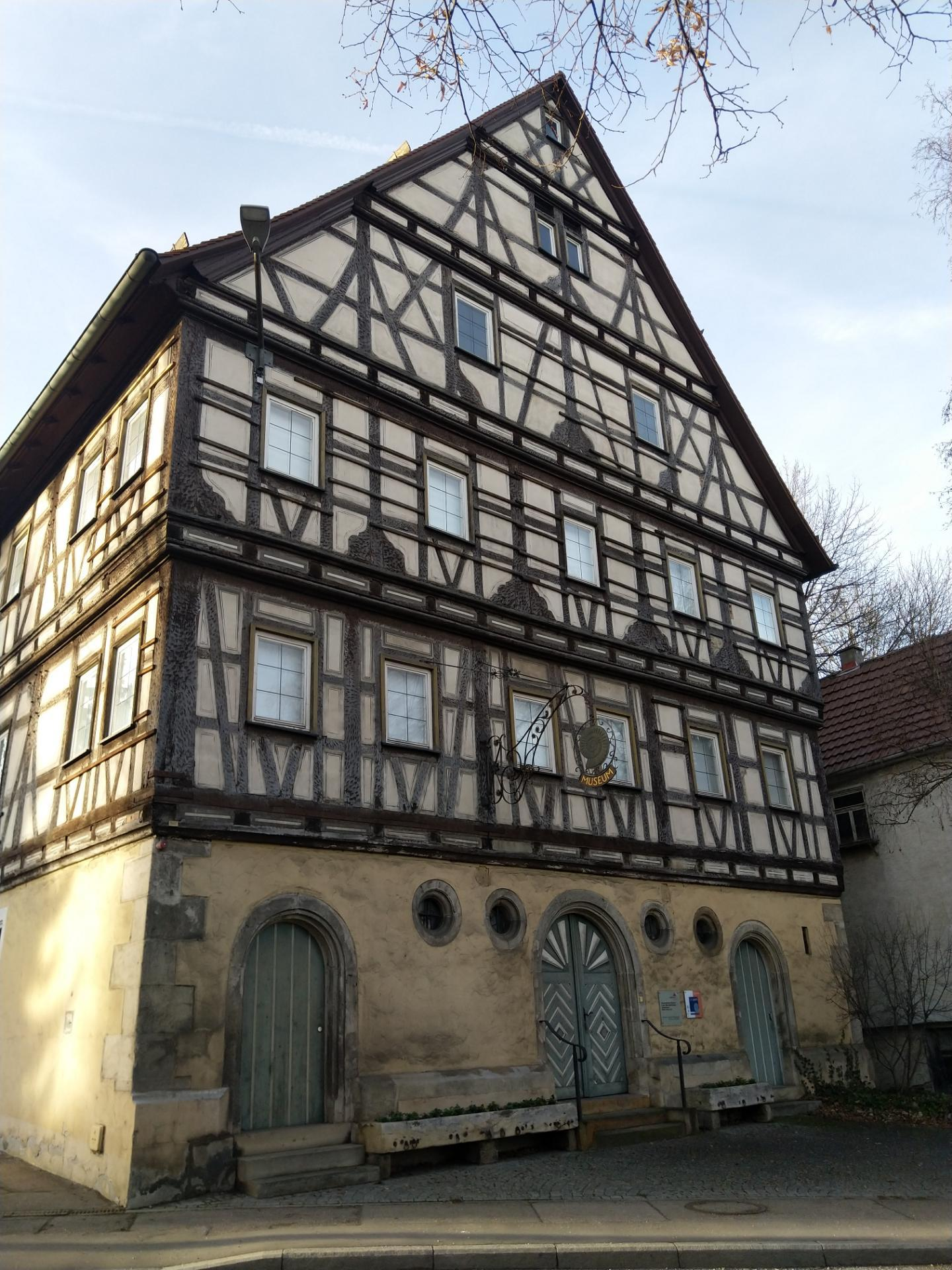
自然文化博物館

- シュトルヒェンの市立博物館。1931年、学校内に最初のゲッピンゲン民俗博物館として創設された。1949年にシュトルヒェンで博物館が再開された。これは、南ドイツでは第二次世界大戦後初の博物館設立であった。芸術、工芸、農民文化、シュタウフェン時代の文物、メルクリン社の玩具などの展示物が公開されている。
- イェーベンハウゼンの市立自然文化博物館。エンゲル博士の個人的なコレクションを基に1970年に設立された。ジュラ紀の化石、鳥や蝶の標本コレクション、先史時代および古代の文物が展示されている。
- イェーベンハウゼンのユダヤ博物館ゲッピンゲンは1992年に設立され、一般的なユダヤ人の生活、イェーベンハウゼンやゲッピンゲンにおける歴史が紹介されている。
- ホーエンシュタウフェン地区のシュタウフェンの歴史文書館は1977年創設。展示はシュタウファー家の歴史を扱っており、ホーエンシュタウフェンの歴史やホーエンシュタウフェン周辺の城、教会、修道院を紹介している。
- メルクリン博物館は1979年に設立された博物館で、特に鉄道模型を中心にメルクリン社の歴史や製品を一望できる。
- クンストハレ・ゲッピンゲン（ゲッピンゲン芸術ホール）は、1989年に設立され、現代芸術家の作品を中心に入れ替え展示を行っている。
- シェーンヘングスター・アーカイブとアルテン・カステンのバナター・シュヴァーベン文書館。
- Das MuSeele（訳注: Musee = 博物館と Seele = 精神からなる造語）: クリストフスバート・ゲッピンゲンの精神医学と精神治療の歴史を紹介している。

### 動物園
ゲッピンゲンには、広さ 1.5 ha の小さな動物園ティーアパルク・ゲッピンゲンがある。この動物園は、1952年にティーアガルテンとして開園し、1892年に水族館協会が設立された。ここでは、約80種、200個体が飼育されている（2009年現在）。

### スポーツ
- トゥルン・ウント・ポリツァイシュポルトゲマインデ・フリッシュ・アウフ・ゲッピンゲン（ドイツ語版、英語版）: DKB-ハンドボール・ブンデスリーガで長い伝統を持つクラブである。男子ハンドボール・ブンデスリーガチーム「フリッシュ・アウフ! ゲッピンゲン」は、ドイツ・チャンピオンに11回（このうち2回は11人制ハンドボール）、EHFチャンピオンズリーグ優勝2回、EHFカップ優勝4回の実績を持つ。フリッシュ・アウフの男子ハンドボールチームはハンドボール・ブンデスリーガ1部で、女子ハンドボールチームはハンドボール・ブンデスリーガ2部でプレイしている。
- トゥルナーシャフト・ゲッピンゲン: 1844年からロイシュに存在するクラブで、ハンドボール、フェンシング（国際シュタウファーラント競技会を開催している）、バスケットボール、陸上競技をはじめ、様々な部門を持つ。
- 1. ゲッピンゲン・シュポルトフェライン 1895: このサッカーチームは1944年にヴュルテンベルクのサッカー選手権で優勝し、ドイツ選手権に進出した。1970年に、当時2番目のリーグであったレギオナルリーガ・ジュートに昇格した。しかし1年後にオーバーリーガ・バーデン＝ヴュルテンベルク（当時はアマチュアリーグ1部であった）に降格となり、1985年までこのリーグに所属した。その後30年以上、下位のアマチュアリーグで戦った後、2016年に再びオーバーリーガ・バーデン＝ヴュルテンベルク（ドイツ語版、英語版）に復帰した。
- フェヒトクルプ・ゲッピンゲン（ゲッピンゲン・フェンシングクラブ）は1970年に設立されたドイツで最も成功したフェンシングクラブの1つである。このクラブはドイツ・ジュニアチャンピオンを何人も輩出し、ドイツ杯で何度も優勝している。
- 毎年11月にタンツクルプ・シュタウフェン（シュタウフェン・ダンスクラブ）は、シュタウフェン杯をかけた S-クラスのダンス競技会を開催している。競技は、スタンダードおよび/またはラテンダンスで争われる。優勝杯は、ウーヒンゲンのガラス工芸家 J. F. ツィンマーマンが制作したものである。
- 毎年4月または5月に、郷土の山であるホーエンシュタウフェンでハーフマラソン「バルバロッサ＝ベルクラウフ」が開催される。

### 年中行事
この街の最も重要な行事がマイエンタークである。これは南ドイツで最も古い郷土祭の1つであり、毎年5月または6月に開催される。第1回のマイエンタークは1650年8月11日に、三十年戦争の終結を祝う感謝祭として開催された。EWSアレーナ前の祝祭会場での祝典の他に、マイエンタークの合唱や歴史パレートなどが行われる。この祭は花火で締め括られる。
非営利団体シュタウフェン祝祭劇ゲッピンゲンは2006年から2016年まで隔年でオペレッタによる祝祭劇を上演していた。毎年約200人が参加し、1シーズン1万人以上がヴェルフトハレ・ゲッピンゲンに訪れる。この演劇祭はゲッピンゲン市の文化賞やレギオン・シュトゥットガルトの奨励賞を受賞した。
- 2006年: カール・ツェラー作曲「小鳥売り」
- 2008年: ヨハン・シュトラウス2世作曲「ヴェネツィアの一夜」
- 2010年: ヨハン・シュトラウス2世作曲「こうもり」
- 2012年: ラルフ・ベナツキー作曲「白馬亭にて（ドイツ語版、英語版）」
- 2014年: ヨハン・シュトラウス2世作曲「ジプシー男爵」
- 2016年: カール・ツェラー作曲「小鳥売り」
- 2021年: フェリックス・メンデルスゾーン作曲「夏の夜の夢」
- 2022年: フレデリック・ロウ（ドイツ語版、英語版）作曲「マイ・フェア・レディ」[47]

市の中心部では、毎年9月にゲッピンガー・シュタットフェスト（ゲッピンゲン市祭）が介さされる。さらに5月に鉄道模型集会、7月にゲッピンガーFEZ、8月にフェスト・イム・パルク、10月にワイン祭やシュヴァーベン週間、11月に国際ダンス競技会シュタウフェン杯、ゲッピンゲン国際演劇祭、マルティーニマルクト（マルティーニ市場）、12月にクリスマスマーケットが開催される。
2004年から2013年までシュタウファー公園の芸術・文化工房「チャペル」で2日間のドゥーム＝シャル＝リーゼ＝フェルティバル（ドゥーム＝メタル集会）が7回開催された。
ディートリヒ＝ボンヘッファー＝ハウスでは2012年2月から定期的に「ヴィベレ & ヴォルテ＝スラム」というタイトルのポエトリー・スラムが開催されている。ロビン・メザロッシュが主催するこのイベントの名称は、隣町ウーヒンゲンの製菓会社ボッシュがその最大メーカーとなっているシュヴァーベン地方のスイーツ「ヴィベレ」にちなんでいる。

## 人物

### 出身者
- ミヒャエル・メストリン（1550年 - 1631年）天文学者、数学者
- フリードリヒ・クリストフ・エッティンガー（ドイツ語版、英語版）（1702年 - 1782年）神学者、敬虔主義指導者
- カール・ゲルトナー（1772年 - 1850年）植物学者、医師
- エドゥアルト・フックス（1870年 - 1940年）文化学者
- アドルフ・クルツ（ドイツ語版、英語版）（1888年 - 1959年）レスラー
- ハンス・ローベルト・ヤウス（ドイツ語版、英語版）（1921年 - 1997年）文学者、ロマンス語学者
- ペーター・ヘーベルレ（ドイツ語版、英語版）（1934年 - ）憲法学教師
- F. W. ベルンシュタイン（ドイツ語版、英語版）（1938年 - 2018年）詩人、グラフィック作家、風刺家
- フリーダー・ビルツェレ（1940年 - ）政治家、州議会議員
- ヴォルフガング・ラインハルト（ドイツ語版、英語版）（1943年 - 2011年）棒高跳び選手、1964年東京オリンピック銀メダリスト
- ヴィリー・ホフマン（ドイツ語版、英語版）（1948年 - ）サッカー選手
- ベルント・タウバー（ドイツ語版、英語版）（1950年 - ）俳優
- ヴォルフガング・カシューバ（1950年 - ）民俗学者
- クラウス・ツィンマーマン（ドイツ語版、英語版）(1952年 - ）経済学者
- ユルゲン・クリンスマン（1964年 - ）サッカー選手、ドイツ代表チーム監督
- ペーター・エーゼンヴァイン（ドイツ語版、英語版）（1967年 - ）やり投げ選手
- ミヒャエル・コーンレ（1970年 - ）十種競技選手
- ダニー・シュヴァルツ（ドイツ語版、英語版）（1975年 - ）サッカー選手、指導者
- シェーン・スメルツ（1981年 - ）ニュージーランド人サッカー選手
- アイクト・エチェルティン（ドイツ語版、英語版）（1982年 - ）トルコ人サッカー選手
- ベンヤミン・ケルン（ドイツ語版、英語版）（1983年 - ）サッカー選手
- ミヒャエル・クラウス（ドイツ語版、英語版）（1983年 - ）ハンドボール選手
- クリスティアン・ウルマー（ドイツ語版、英語版）（1984年 - ）スキー・ジャンプおよびノルディックスキー選手
- ドミニク・マーダー（ドイツ語版、英語版）（1989年 - ）サッカー選手
- アン＝カトリーン・ベルガー（ドイツ語版、英語版）（1990年 - ）サッカー選手
- メルギム・ネジリ（1993年 - ）サッカー選手
- ストレリ・マンバ（ドイツ語版、英語版）（1994年 - ）コンゴ系サッカー選手
- スフェーン・メンデ（ドイツ語版、英語版）（1994年 - ）サッカー選手
- フィリップ・ライムント（ドイツ語版、英語版）（2000年 - ）スキー・ジャンプ選手

### ゆかりの人物
- ヴュルテンベルク伯エーバーハルト3世（ドイツ語版、英語版）（1364年 - 1417年）ゲッピンゲンで亡くなった。
- ダニエル・シュペール（ドイツ語版、英語版）（1636年 - 1707年）バロックの作曲家。
- ヘルマン・ヘッセ（1877年 - 1962年）作家、学生時代の一時期をゲッピンゲンで育った。
- フーゴー・ヘーリング（ドイツ語版、英語版）（1882年 - 1958年）建築家、作家。ゲッピンゲンで亡くなった。
- オスカー・シュレンマー（1888年 - 1943年）画家、彫刻家。子供から青年にかけてゲッピンゲンで育った。
- ヴィクター・カペシウス（ドイツ語版、英語版）（1907年 - 1985年）ダッハウ強制収容所およびアウシュヴィッツ＝ビルケナウ強制収容所で薬剤師を務めた。ゲッピンゲンで亡くなった。
- マルグレート・ホーフハインツ＝デーリング（ドイツ語版、英語版）（1910年 - 1994年）画家、グラフィック作家。子供から青年期をゲッピンゲンで過ごした。
- ゲオルク・ガルス（ドイツ語版、英語版）（1927年 -2021年）政治家。ゲッピンゲンの農業学校で学んだ。
- ベルンハルト・ケンパ（ドイツ語版、英語版）（1920年 - 2017年）ハンドボール選手、指導者。フリッシュ・アウフ・ゲッピンゲンを何度もドイツ・チャンピオンに導いた。
- ローマン・ヘルツォーク（1934年 - 2017年）政治家。第7代連邦大統領。1980年にゲッピンゲン選出の州議会議員となった。
- マンフレート・ヴェルナー（1934年 - 1994年）政治家。連邦国防大臣、NATO事務総長を務めた。ゲッピンゲンのホーエンシュタウフェン地区に埋葬されている。
- ヴァルター・リースター（1943年 - ）政治家。連邦労働・社会問題大臣を務めた。2002年から2009年までゲッピンゲン選出の連邦議会議員であった。
- ジーモン・シェンプ（ドイツ語版、英語版）（1988年 - ）バイアスロン選手。ゲッピンゲンとウーヒンゲンで育った。

## 関連図書
- Rudolf Moser, ed (1844). “Oberamt=Göppingen”. Beschreibung des Oberamts Göppingen. Die Württembergischen Oberamtsbeschreibungen 1824–1886. Band 20. Stuttgart / Tübingen: Cotta’sche Verlagsbuchhandlung. pp. 108–149
- Erich Keyser (1961). Württembergisches Städtebuch. Deutsches Städtebuch, Handbuch städtischer Geschichte, Band IV (Teilband Baden-Württemberg), Band 2. Stuttgart
- Anton Hegele, ed (2003). Geppo. Krieger, Bauer, Siedlungsgründer?. Veröffentlichungen des Stadtarchivs Göppingen, Band 43. Göppingen. ISBN 978-3-933844-45-3
- Thomas Hummel (Fotograph); Boris Kerenski (Text) (2020). Luxor. (Katalog zum Klinikneubau am Eichert in Göppingen). Eislingen: Kunstverein Eislingen
- Walter Ziegler, ed (1985). Der Kreis Göppingen. Veröffentlichungen des Kreisarchivs Göppingen, Band 11 (2 ed.). Stuttgart / Aalen: Konrad Theiss Verlag. ISBN 978-3-8062-0374-5
- Walter Ziegler, ed (2006). Stadt, Kirche, Adel. Göppingen von der Stauferzeit bis ins späte Mittelalter. Veröffentlichungen des Stadtarchivs Göppingen, Band 45. Göppingen. ISBN 978-3-933844-49-1
- Roland Guther (2009). Göppingen und Landkreis Göppingen / Damals & heute. Pforzheim: Chronik-Verlag. ISBN 978-3-929462-81-4
- Carmen Hochmann; Dela Galli; Florian Galli (2022). Göppingen wimmelt. Göppingen: Galli Wimmelbuchverlag. ISBN 978-3-00-073480-9